# Zamach na Gabriela Narutowicza
Zamach na Gabriela Narutowicza – zabójstwo pierwszego prezydenta Rzeczypospolitej Polskiej Gabriela Narutowicza popełnione przez Eligiusza Niewiadomskiego 16 grudnia 1922 w Warszawie, w gmachu Towarzystwa Zachęty Sztuk Pięknych.
Prezydent Narutowicz uczestniczył w otwarciu dorocznego Salonu Towarzystwa Zachęty Sztuk Pięknych. Podczas zwiedzania wystawy w sali nr 1 Niewiadomski oddał do Narutowicza z małej odległości trzy strzały z pistoletu, prezydent zmarł na miejscu. Zamachowiec poddał się bez oporu, został uwięziony i postawiony przed sądem. 30 grudnia 1922 skazano go na karę śmierci za dokonanie zamachu na życie Prezydenta Rzeczypospolitej Polskiej. Wyrok wykonano 31 stycznia 1923 przez rozstrzelanie.

## Sytuacja przed zamachem

### Wybór Gabriela Narutowicza na Prezydenta Rzeczypospolitej Polskiej
Zgodnie z artykułem 39 Konstytucji RP uchwalonej 17 marca 1921 prezydent miał być wybrany na okres siedmiu lat bezwzględną większością głosów Sejmu i Senatu połączonych w Zgromadzenie Narodowe.
W wyniku wyborów parlamentarnych z listopada 1922 w 444-osobowym Sejmie ugrupowania centroprawicowe uzyskały 220 mandatów, lewicowe – 97, mniejszości narodowe – 89, pozostałe – 38. Również w 111-osobowym Senacie najliczniejsza była centroprawica.
Zgłoszono pięciu kandydatów do objęcia urzędu Prezydenta:
- Jan Niecisław Baudouin de Courtenay – kandydat mniejszości narodowych,
- Ignacy Daszyński – kandydat wystawiony przez PPS,
- Gabriel Narutowicz – kandydat bezpartyjny wystawiony przez PSL „Wyzwolenie”,
- Stanisław Wojciechowski – kandydat wystawiony przez PSL „Piast”,
- Maurycy Zamoyski – kandydat prawicy.

Gabriel Narutowicz jako pierwszy w historii Polski został wybrany na urząd Prezydenta Rzeczypospolitej Polskiej 9 grudnia 1922, otrzymując 289 głosów liczącego 555 posłów i senatorów Zgromadzenia Narodowego. W rozstrzygającej, piątej turze wyborów zyskał poparcie wynoszące zatem 56% głosów parlamentarzystów, podczas gdy Zamoyski, kandydat prawicy, poparty w zasadzie tylko jej głosami, otrzymał niecałe 44% głosów.

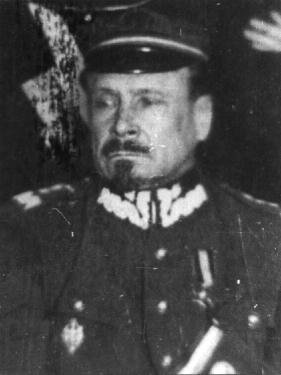
Gen. Józef Haller

Bezpośrednio po wyborze, około godziny dwudziestej, premier Julian Nowak i marszałkowie: Sejmu – Maciej Rataj i Senatu – Wojciech Trąmpczyński udali się do Gabriela Narutowicza przebywającego w pałacu Brühla, aby zawiadomić go o dokonanym wyborze i zapytać, czy wybór ten przyjmuje. Narutowicz uznał, że podporządkowanie się woli Zgromadzenia Narodowego jest jego obywatelskim obowiązkiem i wybór na najwyższe stanowisko w państwie przyjął.

### Atmosfera polityczna po wyborze
Informacja o wyborze Gabriela Narutowicza na prezydenta szybko rozeszła się po Warszawie. Organizacje prawicowe nie zamierzały przyjąć do wiadomości takiej decyzji Zgromadzenia Narodowego. Zanim posłowie i senatorowie biorący udział w głosowaniu opuścili gmach sejmowy, zebrała się tam demonstracja złożona głównie z młodzieży akademickiej i szkolnej głośno wyrażająca niezadowolenie z dokonanego wyboru.
Wybór Narutowicza na prezydenta przypadł na okres największego nasilenia walk politycznych. Siły konserwatywne nie godziły się z zachodzącymi procesami demokratycznymi i próbowały zmienić ten kierunek.
W proteście przeciwko wyborowi prezydenta uformował się pochód, który udał się Nowym Światem w Aleje Ujazdowskie do mieszkania gen. Józefa Hallera. Wznoszono antyprezydenckie okrzyki „precz z Narutowiczem”, a gen. Haller z balkonu wygłosił do tłumów przemówienie, mówiąc m.in.:

Rodacy i towarzysze broni!
Wy, a nie kto inny, piersią swoją osłanialiście, jakby twardym murem, granice Rzeczypospolitej, rogatki Warszawy. W swoich czynach chcieliście jednej rzeczy, Polski. Polski wielkiej, niepodległej. W dniu dzisiejszym Polskę, o którą walczyliście, sponiewierano. Odruch wasz jest wskaźnikiem, iż oburzenie narodu, którego jesteście rzecznikiem, rośnie i przybiera jak fala.

Generał Józef Haller zebrał od tłumu wiwaty za takie słowa, a skandujący hasła przeciwko Narutowiczowi zostali przez Hallera pochwaleni. Po chwili manifestanci przeszli pod dom, w którym mieściła się siedziba endeckiej Gazety Warszawskiej. Tu wygłoszone zostało kolejne przemówienie. Do tłumu przemówił poseł Antoni Sadzewicz:

Zaślepienie lewicy i ludowców sprawiło, że najwyższym przedstawicielem Polski ma być człowiek, który jeszcze dwa dni temu był obywatelem szwajcarskim i któremu na gwałt, może już po wyborach na prezydenta Rzeczypospolitej Polskiej sfabrykowano obywatelstwo polskie. W roku 1912 Żydzi narzucili Warszawie niejakiego Jagiełłę jako posła do Dumy rosyjskiej. Dziś posunęli się dalej: narzucili pana Narutowicza na prezydenta.

Świadomie wprowadzono w błąd obywateli, podając do publicznej wiadomości nieprawdziwą informację jakoby Gabriel Narutowicz, który już od dwóch lat sprawował w rządzie Rzeczypospolitej Polskiej funkcję ministra robót publicznych, nie posiadał polskiego obywatelstwa.
Na wielotysięcznym wiecu w alei 3 Maja uchwalono rezolucję, która wzywała Narutowicza do ustąpienia, a PSL „Piast” do naprawy błędu, jakim było poparcie zdrady narodowej.
W dniu wyboru prezydenta Narutowicza grupa posłów Chrześcijańskiego Związku Jedności Narodowej (pot. Chjeny) ogłosiła komunikat informujący, iż będzie walczyć przeciwko objęciu urzędu prezydenta przez Gabriela Narutowicza. W oświadczeniu stwierdzono, że wybór jest narzucony, a walka jest koniecznością w obronie narodowego charakteru państwa Polskiego zagrożonego tym wyborem.
Dzień po wyborach Narodowa Demokracja ogłosiła, że w przyszłości nie zaakceptuje żadnego rządu, który został utworzony przez prezydenta narzuconego przez obce narodowości: Żydów, Niemców i Ukraińców.
Prawica, która w nieodległych wyborach parlamentarnych odniosła względne zwycięstwo odczuła wybór Narutowicza jako swoją porażkę. Rosnące ambicje polityczne prawicy do przejęcia pełnej władzy w swoje ręce i zawód, jaki przyniosło endecji głosowanie stały się okazją do gwałtownej ofensywy politycznej prawicy, a głównym argumentem – wybór Narutowicza przez mniejszości narodowe.
Wybór Gabriela Narutowicza na urząd Prezydenta przy istotnym poparciu mniejszości narodowych świadczył o zaangażowaniu mniejszości w życie polityczne państwa. Tej koncepcji nie dostrzegała prawica, która optowała za rządami tzw. „polskiej większości”, jako jedynej słusznej do decydowania o sprawach i problemach Polski, a w szczególności o wyborze głowy państwa.

### Komentarze prasowe
Po wyborze ukazał się szereg artykułów nieprzychylnych Narutowiczowi, zawierających inwektywy, pogróżki i napaści.
Stanisław Stroński opublikował na łamach dziennika „Rzeczpospolita” artykuł Zawada, w którym stwierdził, że Narutowicz jest zaporą (zawadą) rzuconą przez Józefa Piłsudskiego na drodze do naprawy państwa. W artykule tym wyraził oburzenie, że Narutowicz przyjmuje wybór, który wcześniej określił haniebnie jątrzącym. Jedyną nadzieją według Strońskiego było to, że prezydent elekt odstąpi od złożenia przysięgi prezydenckiej.
Stanisław Stroński w 1939 w rozmowie z Adamem Pragierem stwierdził, że to co robił w 1922 uznać należy za najcięższy błąd jego życia.
Wysuwano argumenty ksenofobiczne, sugerując, że Narutowicz nie jest Polakiem (z pochodzenia kresowiec z Kowieńszczyzny, z rodziny litwomanów, od młodości mieszkał w Szwajcarii). Sugerowano też, że Narutowicz jako człowiek zamożny może być wykorzystywany do bliżej nieokreślonych interesów światowej finansjery, a wybór nastąpił głosami mniejszości narodowych.
Były to nieprawdziwe oskarżenia. W rzeczywistości Narutowicz był obywatelem Polski i nie miał nic wspólnego ze światową finansjerą. Narutowiczowi zarzucano też kosmopolityzm, areligijność i poparcie żydostwa, jako wyzwanie rzucone narodowi polskiemu.
Gazety prawicowe podtrzymywały nacjonalistyczne nastroje, a gazety endeckie opublikowały oświadczenie Komisji Parlamentarnej Chrześcijańskiego Związku Jedności Narodowej, zapowiadające przeciwstawianie się legalnemu i zgodnemu z konstytucją wyborowi:

Grupy Chrześcijańskiego Związku Jedności Narodowej nie mogą wziąć na siebie odpowiedzialności za bieg spraw państwowych i odmawiają wszelkiego poparcia rządom powołanym przez prezydenta narzuconego przez obce narodowości: Żydów, Niemców, i Ukraińców... Stronnictwa Chrześcijańskiego Związku Jedności Narodowej podejmują stanowczą walkę o narodowy charakter Państwa Polskiego, zagrożony tym wyborem.

Nie szczędzono epitetów i inwektyw (mason, niewierzący emigrant, nie znający stosunków w Polsce, elekt żydowski, co obraża naród polski, złodziej, żydowski pachołek), zarzucano pokrewieństwo z Piłsudskim i sugerowano, że to dzięki temu Narutowicz został wybrany prezydentem. Straszono, że Narutowicz jest człowiekiem nie znającym Polski od trzydziestu lat, nie czującym polskiego ducha i żywotnych interesów państwa.
Prawicowe i antysemickie stowarzyszenie „Rozwój” wydało odezwę wzywającą do czynu, a Chrześcijański Związek Jedności Narodowej w dniu 10 grudnia 1922 opublikował oświadczenie zapowiadające bojkot władzy powołanej przez mniejszości narodowe.
Antoni Sadzewicz w „Gazecie Warszawskiej” i Władysław Rabski w „Kurjerze Warszawskim”, pisali o Narutowiczu jako: żydowskim elekcie, zaporze i zawadzie.
„Gazeta Poranna” wręcz pisała: ...Jakieś ptasie mózgi urzędnicze biedzą się nad ceremoniałem objęcia władzy przez prezydenta Narutowicza... Ludność polska prowokacji tej nie zniesie... zamiast strumienia krwi, które widzieliśmy onegdaj, popłyną krwi tej rzeki
Wincenty Witos w swoich wspomnieniach napisał:

Prasa obozu prawicowego wyraźnie podburzała, przedstawiając wybór Narutowicza jako tryumf żydostwa i nieszczęście dla Polski. Tłumy zaczęły szaleć, wygrażając każdemu, kto głosował za Narutowiczem. Niesłychanych wybryków wobec pierwszego Prezydenta odrodzonego państwa ani prasa, ani organizacje prawicowe należycie nie skarciły. Stało się to niemal zachętą do dalszych ekscesów...

Ksiądz Lutosławski w gazecie partyjnej pisał: Jak śmieli Żydzi narzucić Polsce swego prezydenta?

### Zaprzysiężenie na urząd Prezydenta

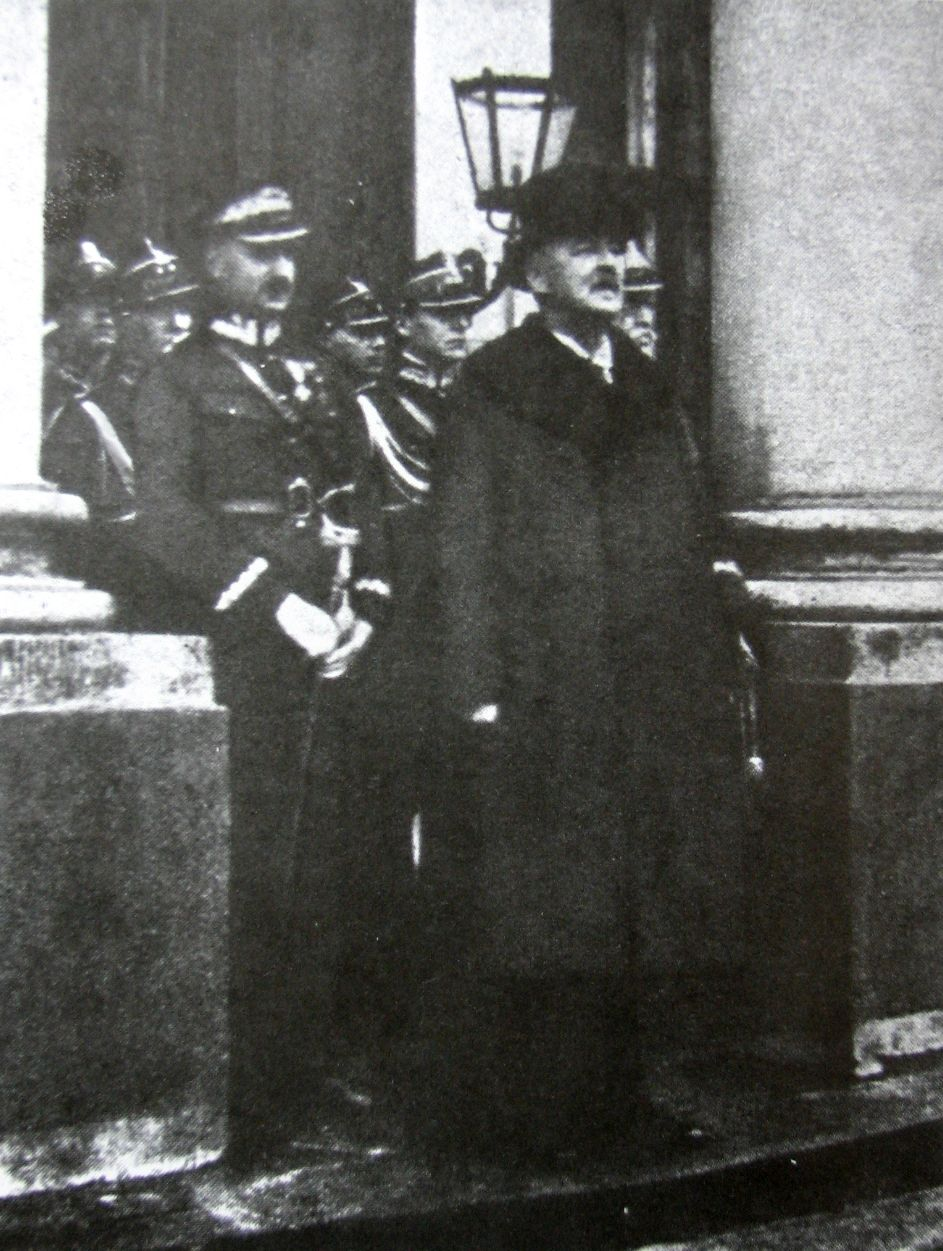
Gabriel Narutowicz po złożeniu przysięgi na urząd Prezydenta

Awantury uliczne i złowroga postawa prawicy sejmowej skłoniły marszałka Rataja do pilnego przeprowadzenia zaprzysiężenia Gabriela Narutowicza na urząd Prezydenta. Zaprzysiężenie zostało wyznaczone na 11 grudnia 1922, na godzinę 12:00. Środowiska prawicowe zamierzały podjąć działania uniemożliwiające zrealizowanie tego zaprzysiężenia.
Marszałek Rataj dzwonił do premiera Nowaka i ministra Kamieńskiego z ostrzeżeniem, że w dniu zaprzysiężenia mogą nastąpić duże rozruchy i konieczność zapanowania nad tłumem. Premier zapewnił, że panuje nad sytuacją. Rataj starał się nieco złagodzić stanowisko chociaż niektórych działaczy prawicy, ale misja ta okazała się bezowocna.
Wieczorem do mieszkającego w willi w Łazienkach Gabriela Narutowicza przybył marszałek Maciej Rataj, informując go o sytuacji, ale Narutowicz odparł, że w takich okolicznościach nie może zrzec się urzędu. Narutowicz był wyczerpany nerwowo, jednak nie zamierzał się ugiąć. Gdy czytał artykuły pełne obelg i anonimowe groźby chwilami nie mógł zapanować nad sobą. Przyjaciele Narutowicza prosili, aby wzmocnił straż wokół Łazienek – Narutowicz odparł:

Gdyby się tu wdarli, będę strzelał. Ale tylko wtedy, jeśli zechcą coś zrobić memu chłopcu. A do Sejmu pojadę. Przecież nie wolno mi się cofnąć.

Stanowczo, ale uprzejmie odrzucił też propozycję Aleksandry Piłsudskiej, żony marszałka, która zaprosiła go na ten najgorszy czas do Belwederu. Uznał, że taka przeprowadzka mogłaby być odebrana jako ucieczka.

#### Demonstracje przed zaprzysiężeniem

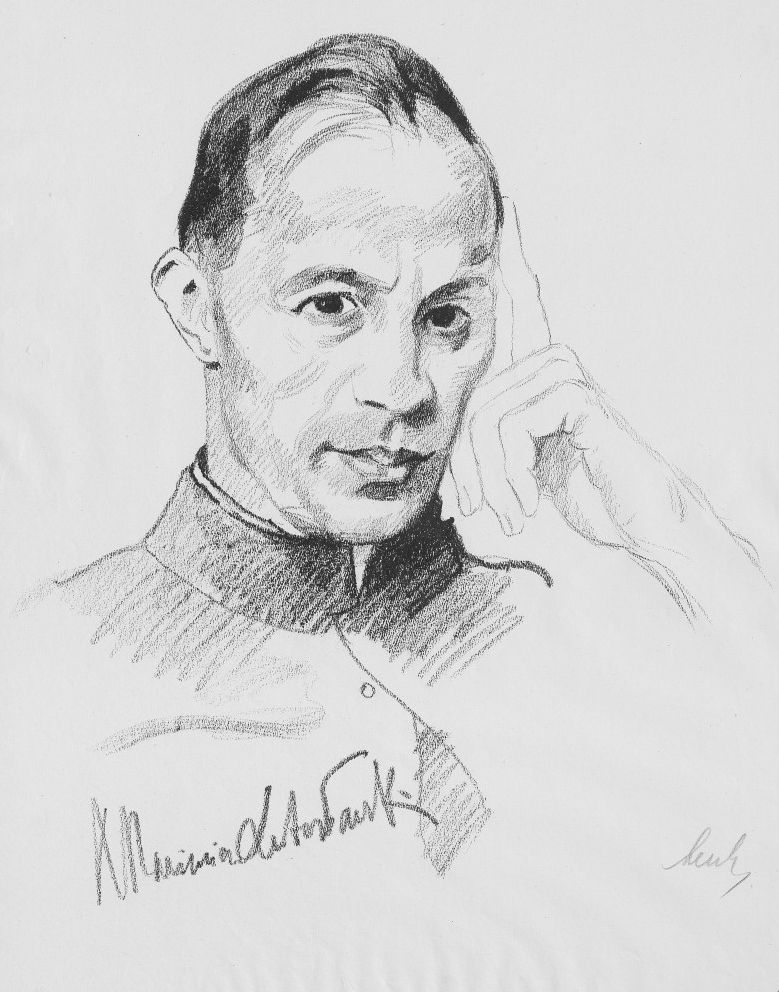
Ks. Kazimierz Lutosławski – poseł, przeciwny wyborowi Narutowicza na urząd Prezydenta

Już 10 grudnia wieczorem stowarzyszenie „Rozwój” (określane jako prawicowe i antysemickie) zorganizowało w Alejach Ujazdowskich hałaśliwe awantury. Było to wynikiem nawoływania gazet do nierespektowania wyboru dokonanego przez Zgromadzenie Narodowe. Wznoszono okrzyki przeciwko nowemu prezydentowi.
Wśród demonstrantów obecni byli posłowie Tadeusz Dymowski, Konrad Ilski, Stanisław Grabski oraz ksiądz Kazimierz Lutosławski – także poseł – przeciwny wyborowi Narutowicza na urząd Prezydenta. Ks. Lutosławski przemawiał do tłumów, że Narutowicz został wybrany głosami niepolskimi, uciekał się także do haseł radykalnie antysemickich.
Tłum przybył pod dom gen. Józefa Hallera. Tamże poseł Ilski wezwał do zajęcia ulic i zablokowania miasta w dniu zaprzysiężenia, uniemożliwiając posłom na Sejm, którzy dopuścili się tak haniebnej zniewagi dotarcie na wyznaczone miejsce. Miał na myśli tych posłów, którzy wybrali Gabriela Narutowicza prezydentem.
Z balkonu do tłumów przemówił generał Józef Haller. Opisał sytuację, jaka powstała w związku z narzuceniem przez obce i wrogie narodowości prezydenta Gabriela Narutowicza. Haller wzywał do walki z wrogami i wyraził też nadzieję, że manifestanci odniosą w końcu zwycięstwo.
Po przemowie gen. Hallera do tłumów przemówił ks. Lutosławski. Mówił o patriotyzmie, godności narodowej, honorze i Bogu. Po drodze przed siedzibą poselstwa włoskiego pochód wznosił okrzyki na cześć Benito Mussoliniego, faszyzmu i Włoch.
Przywódcy manifestacji napisali rezolucję, którą delegacja w składzie 19 osób zamierzała przekazać jako protest narodu do Ministerstwa Spraw Wewnętrznych. Policja jednak nie dopuściła tej delegacji do gmachu ministerstwa. Późno w nocy demonstranci rozeszli się do domów.
Zaniepokojony narastającą atmosferą, groźbami i zapowiedziami przewodniczący PSL „Wyzwolenie” Stanisław Thugutt późnym wieczorem dzwonił bezskutecznie do ministra spraw wewnętrznych Antoniego Kamieńskiego. Nie zastał go jednak ani w ministerstwie, ani w domu. Thugutt nie zaprzestał jednak poszukiwań i odnalazł ministra Kamieńskiego w Teatrze Rozmaitości. Minister poinformowany o ekscesach odparł, iż nic na ten temat nie wie, a o żadnych ekscesach nie słyszał.
Władze Policji Państwowej pomimo otrzymania od wywiadowców szeregu danych na temat planowanych w dniu zaprzysiężenia demonstracji nie wydały żadnych instrukcji ani dodatkowych uprawnień funkcjonariuszom.
Piłsudski pragnął wykorzystać demonstracje endeckie do wzmocnienia swojej sytuacji, jako urzędującego jeszcze Naczelnika Państwa. Zażądał nadzwyczajnych pełnomocnictw dla uspokojenia stolicy. Wskazywał przy tym na groźbę endeckiego zamachu stanu.

#### Dzień zaprzysiężenia – 11 grudnia 1922

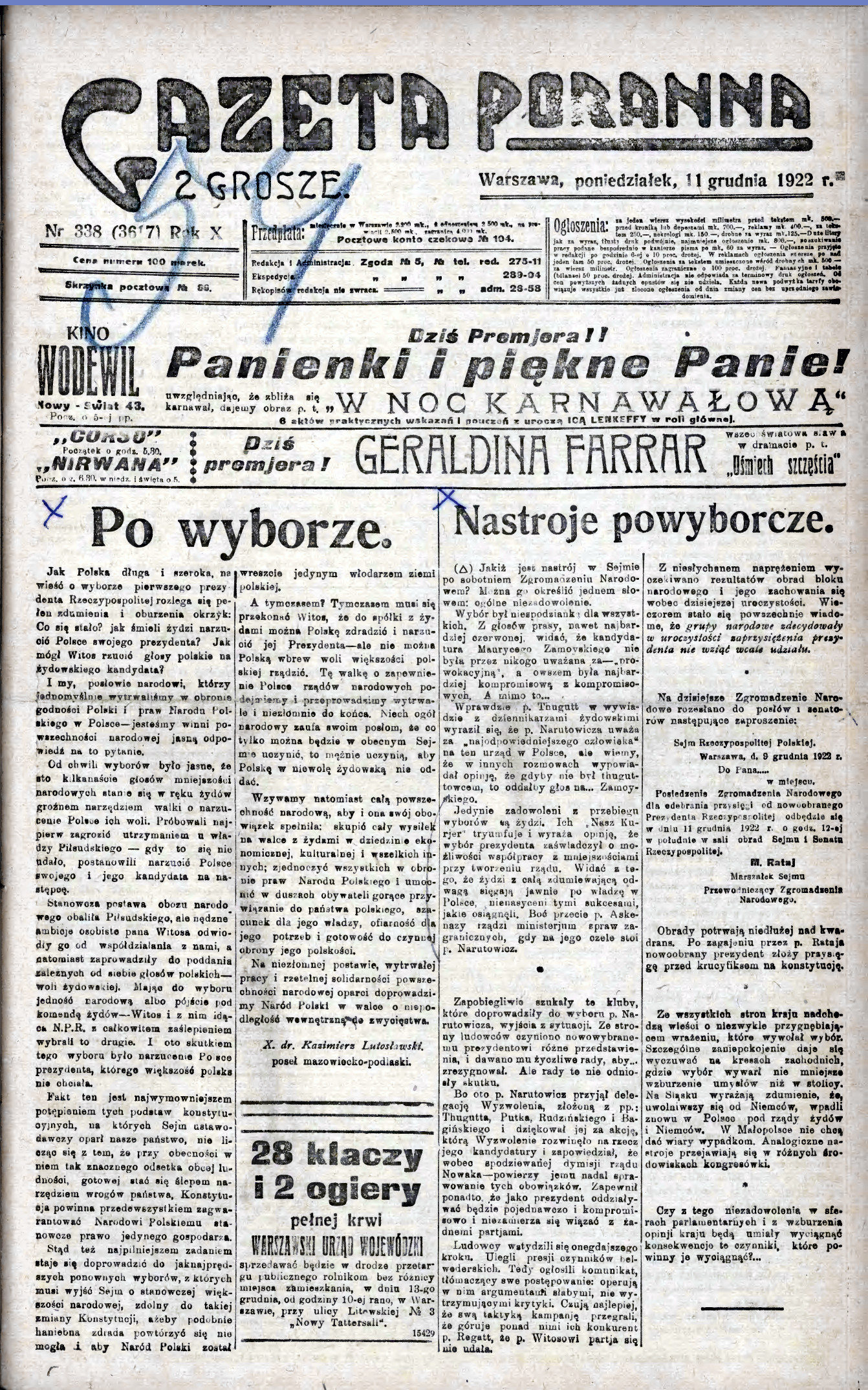
Tytułowa strona warszawskiej „Gazety Porannej 2 Grosze” z tekstem Lutosławskiego obwieszczającym zdradę narodową po wyborze Narutowicza na prezydenta RP

Z samego rana z siedziby stowarzyszenia „Rozwój” wyruszyły na miasto liczne grupy bojówek. Akcja była zorganizowana i przygotowana. W Alejach Ujazdowskich zbudowano barykadę z ławek i skrzyń na śmieci. Akcjom tym przypatrywał się biernie oddział policji, który w czasie przejazdu prezydenta miał stanowić kordon.
Rano do marszałka Rataja przyszedł poseł Edward Dubanowicz z pytaniem, czy marszałkowi jest wiadome, że Narutowicz w Szwajcarii określił się jako bezwyznaniowy, a w związku z tym, że przysięga jest składana na Ewangelię, może to być świętokradztwo. Marszałek Rataj nie uwzględnił jednak protestu Dubanowicza.
W tym czasie na ulicach endecja prowadziła walkę o narodowy charakter państwa. Wszystkie przejścia do budynku Sejmu zostały zablokowane. Planowano uniemożliwić prezydentowi przybycie na czas, co mogłoby zostać uznane za nieprzyjęcie godności prezydenta i jednocześnie zatrzymać i nie przepuścić posłów, aby Narutowicz nie miał przed kim składać przysięgi. W tłumie przebywali posłowie prawicy i wskazywali, kto ma być zatrzymany. Policja zachowywała przy tym postawę bierną i nie reagowała na działania prawicowych bojówek.
Realna była groźba wojny domowej – siły lewicowe groziły przelewem krwi i mobilizowały bojówki (PPS, była Polska Organizacja Wojskowa).
Demonstranci zatrzymywali niektórych posłów. Brutalnie potraktowano sędziwego senatora Bolesława Limanowskiego oraz posłów PPS Ignacego Daszyńskiego i Rajmunda Jaworowskiego, których zatrzymano w bramie domu nr 10 przy  placu Trzech Krzyży. Ciężko pobito także posłów socjalistycznych – Misiołka i Piotrowskiego oraz senatorów Koła Żydowskiego – Kowalskiego i Deutschera.
Gabriel Narutowicz zamierzał przed udaniem się na posiedzenie Zgromadzenia Narodowego wstąpić do Ministerstwa Spraw Zagranicznych, aby podziękować za dotychczasową współpracę podległym mu urzędnikom. Stamtąd dopiero w towarzystwie premiera Nowaka planował udać się do Sejmu. Szef kancelarii Stanisław Car przekonał jednak Narutowicza, aby do ministerstwa już nie jechać, a do Sejmu udać się w eskorcie szwadronu szwoleżerów i zażądać posiłków policji. Narutowicz stanowczo odmówił skorzystania z pomocy policji, ale dał się przekonać do rezygnacji z wizyty w ministerstwie.
Kilkanaście minut przed południem przybył szef protokołu dyplomatycznego w Ministerstwie Spraw Zagranicznych hrabia Stefan Przezdziecki. Poinformował on towarzyszących Narutowiczowi oficjeli o zajściach na mieście, bierności policji i rozzuchwaleniu prawicowych demonstrantów.
Krótko przed godziną 12 przyszła także wiadomość, że premier Nowak nie będzie towarzyszył Narutowiczowi. W tych okolicznościach prezydentowi Narutowiczowi w drodze do Sejmu towarzyszył Stefan Przezdziecki. Obaj udali się w drogę z Łazienek na ulicę Wiejską odkrytym powozem w eskorcie dwóch plutonów kawalerii.
Aleje Ujazdowskie zapełnione były rozagitowanym i rozgorączkowanym tłumem. Trwały rozruchy, w wyniku których jedna osoba została zabita (Jan Kałuszewski), 28 rannych, w tym 9 ciężko. Na wysokości alei Róż ulica była zablokowana wysoką barykadą. Biernie stojąca policja rozebrała barykadę po zatrzymaniu się kolumny z prezydentem Narutowiczem i po interwencji dowódcy szwoleżerów. Tłum otoczył powóz. Narutowicz, aby okazać, że nie boi się chuliganów, jechał na stojąco. Tłum rzucał kamieniami, kijami, bryłami śniegu i lodu. Kilka z nich trafiło prezydenta w twarz. Witano go wrogimi okrzykami, gwizdami i przekleństwami.
Jeden z demonstrantów wspiął się na powóz i zamachnął laską, na końcu której zamocowana była żelazna gałka chcąc uderzyć prezydenta. Prezydent wspominał później:

Rozumiecie, na końcu była umocowana żelazna gałka. Pomyślałem: człowieku, czy mnie tak spokojnie zabijesz? I spojrzałem mu w oczy. Spuścił wzrok i laskę...

Kilka minut po godzinie 12 powóz dotarł do Sejmu. Kilkuset prawicowych i chadeckich posłów było nieobecnych, ale marszałek Rataj nie kwestionował kworum. Prezydent złożył wymaganą konstytucją przysięgę w zgodzie z prawem, a obecni posłowie zgotowali elektowi owację.
Później, w rozmowie z majorem Polkowskim, prezydent Narutowicz stwierdził:

Lepiej, że ja oberwałem, niż gdyby policja skrzywdziła któregoś z tych małych chłopców, biorących udział w tej łobuzerce ulicznej. Przecież oni są niewinni. Bezmyślność tej burdy ulicznej bije każdego w oczy, przecież krzykami kilkudziesięciu, a nawet kilkuset smarkaczy nikt kierować się nie może. Sytuacja jest dla mnie bardzo przykra, gdyż nie chodzi mi o moją osobę, nie mogę jednak dopuścić do poniżenia godności Rzeczypospolitej

Minister spraw wewnętrznych Antoni Kamieński złożył dymisję. Uważał, że policja jest zbyt słaba, aby mógł on wziąć na siebie odpowiedzialność za ochronę prezydenta. Poza Kamieńskim nieliczni byli zaniepokojeni rozwojem wypadków, bowiem ewentualność morderstwa na tle politycznym uważano za coś zupełnie obcego narodowi polskiemu.

## Przekazanie władzy przez Józefa Piłsudskiego
Przekazanie władzy przez Naczelnika Państwa Józefa Piłsudskiego zaprzysiężonemu prezydentowi Gabrielowi Narutowiczowi odbyło się 14 grudnia 1922 o godz. 12:00 w Belwederze. Podczas tego wydarzenia obecni byli przedstawiciele najwyższych władz Polski – marszałek Sejmu Maciej Rataj, marszałek Senatu Wojciech Trąmpczyński i prezes Rady Ministrów Julian Nowak. Sporządzono i podpisano stosowny Akt przekazania władzy.
Józef Piłsudski wzniósł jako pierwszy toast na cześć nowego, pierwszego prezydenta Rzeczypospolitej Polskiej:

Panie Prezydencie Rzeczypospolitej! Czuję się niezwykle szczęśliwy, że pierwszy w Polsce mam wysoki zaszczyt, podejmowania w moim jeszcze domu i w otoczeniu mojej rodziny, pierwszego Obywatela Rzeczypospolitej Polskiej. Panie Prezydencie! Jako jedyny oficer polski czynnej służby, który dotąd przed nikim nie stawał na baczność, staję oto na baczność przed Polską, którą Ty reprezentujesz wznosząc toast: Pierwszy Prezydent Rzeczypospolitej Polskiej niech żyje!

Ostatnie słowa marszałek Piłsudski wypowiedział faktycznie stojąc na baczność. Wymowa i znaczenie toastu miało szerszy wymiar. Toast był przeznaczony nie tyle dla obecnych, co dla opinii publicznej. Okazanym szacunkiem Piłsudski starał się podkreślić znaczenie urzędu Prezydenta.
Piłsudski liczył na uspokojenie nastrojów, a Narutowicz z kolei żywił nadzieję, iż zdoła powołać rząd, któremu udzielą poparcia wszystkie grupy i stronnictwa reprezentowane w parlamencie.

## Anonimowe groźby
15 grudnia 1922 był faktycznie pierwszym dniem urzędowania prezydenta Gabriela Narutowicza w Belwederze. Wśród przyniesionej rano korespondencji było kilka listów prywatnych, w tym kilka anonimów. Wśród nich była koperta zaadresowana po francusku Monsieur le Président République Polonaise Gabriel Narutowicz, Varsovie-Warszawa-Belweder. Na znaczku odciśnięty był stempel pocztowy  Lwów 2, 12.XII.22. W kopercie znajdowała się kartka następującej treści:

Pozostaje Panu do oznaczonego terminu już tylko 4 doby i godzin 20. Przypominam, że grozi Panu śmierć naturalna z powodu ataku sercowego. Czas zrobić testament. Pozdrowienia. Zawiadomienie trzecie.

Był to już trzeci anonim grożący Gabrielowi Narutowiczowi śmiercią. Pierwszy nadszedł już 10 grudnia 1922 z Warszawy:

Warszawa 10 grudnia 1922 roku.
Szanowny Panie ministrze! Wobec wyboru pana ministra na prezydenta Rzeczypospolitej Polskiej głosami lewicy i mniejszości narodowych, bloku nam wrogiego, będąc pewnymi, że pan minister będzie ugodowcem, będzie zmuszony wywdzięczać się blokowi mniejszości, że p. minister nie stworzy rządu o silnej ręce, rządu, że tak powiemy, poznańskiego, wreszcie, że pan minister śmiał przyjąć ofiarowaną sobie kandydaturę, grozimy panu ministrowi jak najfantastyczniejszym mordem politycznym. Z poważaniem polski faszysta.

List z 11 grudnia 1922 był wysłany z Wilna:

Warszawa, Ministerstwo Spraw Zagranicznych. Panu ministrowi Narutowiczowi do rąk własnych
Panie Ministrze! Dosięże Pana kara śmierci o ile Pan natychmiast nie złoży godności Prezydenta !! ! dnia 10.XII.22. Patriota.

Sprawa anonimów podczas procesu została pominięta, a ich treści w czasie procesu nawet nie odczytano.
Narutowicz nie zastanawiał się nad anonimami. Nie okazywał też strachu ani niepokoju. Przy okazji omawiania planowanej wizyty prezydenta Narutowicza u marszałków Sejmu i Senatu doszło między Narutowiczem i szefem jego kancelarii Stanisławem Carem do stanowczej wymiany zdań. Car nalegał, aby przejazd przez miasto odbył się w asyście ochrony. Narutowicz zdecydowanie się na to nie zgodził i zabronił nawet informowania policji, że przejazd będzie realizowany.

## Okoliczności zamachu na prezydenta

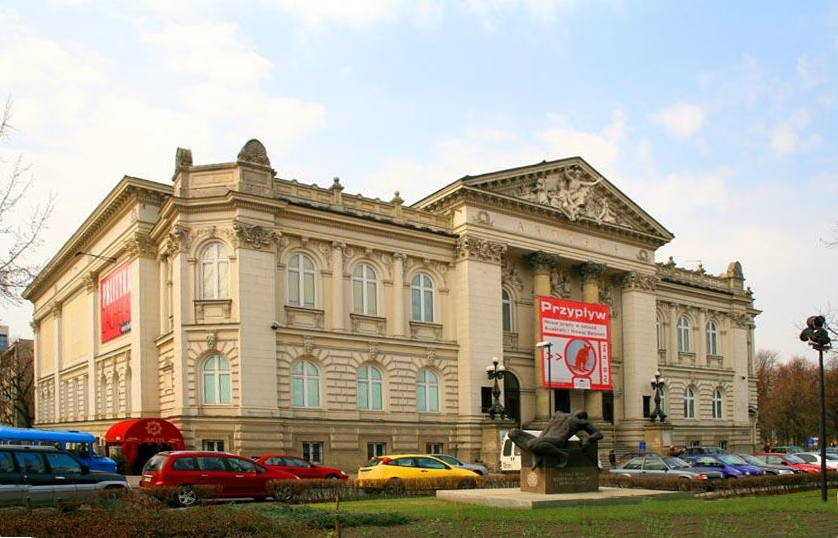
Gmach „Zachęty” w Warszawie

### Wieczór przed zamachem – 15 grudnia 1922
15 grudnia 1922 późnym wieczorem – dzień przed zamachem, Stanisław Car omawiał z prezydentem Narutowiczem plan na dzień następny. Wspomniał podczas tej rozmowy o zaproszeniu na otwarcie dorocznego salonu sztuki w Zachęcie. Prezydent zgodził się odwiedzić Zachętę. Nie chciał, aby jego nieobecność została niewłaściwie odebrana.
Wobec zgody prezydenta Car zaproponował wstąpić do Zachęty po zaplanowanej na przedpołudnie, na godzinę 11:30 wizyty u kardynała Kakowskiego. Odwiedziny salonu sztuki miały nastąpić o godzinie 12:00.
Prezydent Narutowicz poprosił Cara, aby ten towarzyszył mu podczas wizyty w Zachęcie i zażyczył sobie jednocześnie, aby w ogóle nie powiadamiać policji o omówionych planach. Uznał, że najlepszym zabezpieczeniem będzie niezwracanie się do władz bezpieczeństwa.

### Dzień zamachu – 16 grudnia 1922
Na dzień 16 grudnia 1922 plan zajęć prezydenta Narutowicza przewidywał:
- 11:30 – wizyta u kardynała Aleksandra Kakowskiego;
- 12:00 – otwarcie salonu sztuki w Zachęcie;
- 12:30 – wysłuchanie relacji Tadeusza Gustawa Jackowskiego, bliskiego współpracownika Narutowicza z Ministerstwa Spraw Zagranicznych, który wrócił z Gdańska. Jackowski pojechał do Gdańska, aby w imieniu prezydenta Narutowicza powiadomić Leona Plucińskiego – Komisarza Generalnego Rzeczypospolitej Polskiej w Gdańsku o propozycji misji tworzenia rządu[42]. Pluciński po rozmowie z Jackowskim zgodził się objąć urząd premiera, jednak Narutowiczowi nie było dane otrzymać tej wiadomości;
- 13:30 – spotkanie z Kapitułą Orderu Orła Białego.
- W godzinach wieczornych prezydent miał prowadzić dalsze rozmowy z kandydatami na ministrów w nowym rządzie[57].

Przed wyjazdem na spotkanie z kardynałem Kakowskim prezydent Narutowicz podpisał akt łaski dla pewnego więźnia skazanego na śmierć, uznając, że to dobry znak. Była to jedyna formalna decyzja prezydenta Narutowicza.
Krótko przed wyjazdem prezydenta do Belwederu przybył Leopold Skulski, z którym prezydent wspólnie dzierżawił rejon myśliwski. Skulski namawiał Narutowicza na krótkie polowanie. Prezydent postanowił z decyzją o wyjeździe wstrzymać się do wieczora. Przed wyjazdem prezydent Narutowicz powiedział do Skulskiego: pamiętaj Panie Leopoldzie, w razie nieszczęścia proszę zaopiekować się moimi dziećmi.
Wizyta u kardynała rozpoczęła się zgodnie z planem o godzinie 11:30 i trwała około pół godziny. Kardynał Aleksander Kakowski był przychylny wyborowi Narutowicza na urząd Prezydenta i potępiał ataki środowisk prawicowych i katolickich, uliczne demonstracje i obraźliwe artykuły. W czasie wizyty kardynał stwierdził, że Narutowicz jest człowiekiem prawym i wybitnym, a uliczna gawiedź to jeszcze nie cała Polska. Kardynał poprosił też Gabriela Narutowicza, aby zniósł chwilowe udręki i upokorzenia dla wspólnego dobra.
Kurtuazyjna wizyta prezydenta Narutowicza u kardynała Kakowskiego miała wydźwięk w kontekście wysuwanych przez prawicę oskarżeń o ateizm.
W czasie, gdy trwało spotkanie Narutowicza z Kakowskim, około godziny 11:30 do Zachęty przybył Eligiusz Niewiadomski. Wejście było możliwe tylko za imiennymi zaproszeniami – Niewiadomski zatem musiał je mieć. Zarząd Zachęty nigdy nie pomijał Niewiadomskiego. Znano jego niezrównoważony charakter i cięty styl artykułów na łamach prasy endeckiej.
Publiczność gromadziła się w westybulu.
Krótko przed godziną 12:00 do Zachęty przybyło dwóch adiutantów, aby potwierdzić przybycie prezydenta Narutowicza. Krótko po nich przybył urzędujący jeszcze premier Julian Nowak oraz ministrowie – Kazimierz Kumaniecki i Wacław Makowski.

### Wizyta w „Zachęcie” i zamach
Rany wlotowe:
     Rany wylotowe:

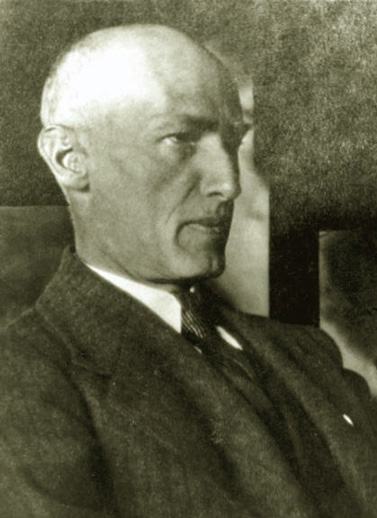
Eligiusz Niewiadomski – zabójca pierwszego prezydenta Rzeczypospolitej Polskiej

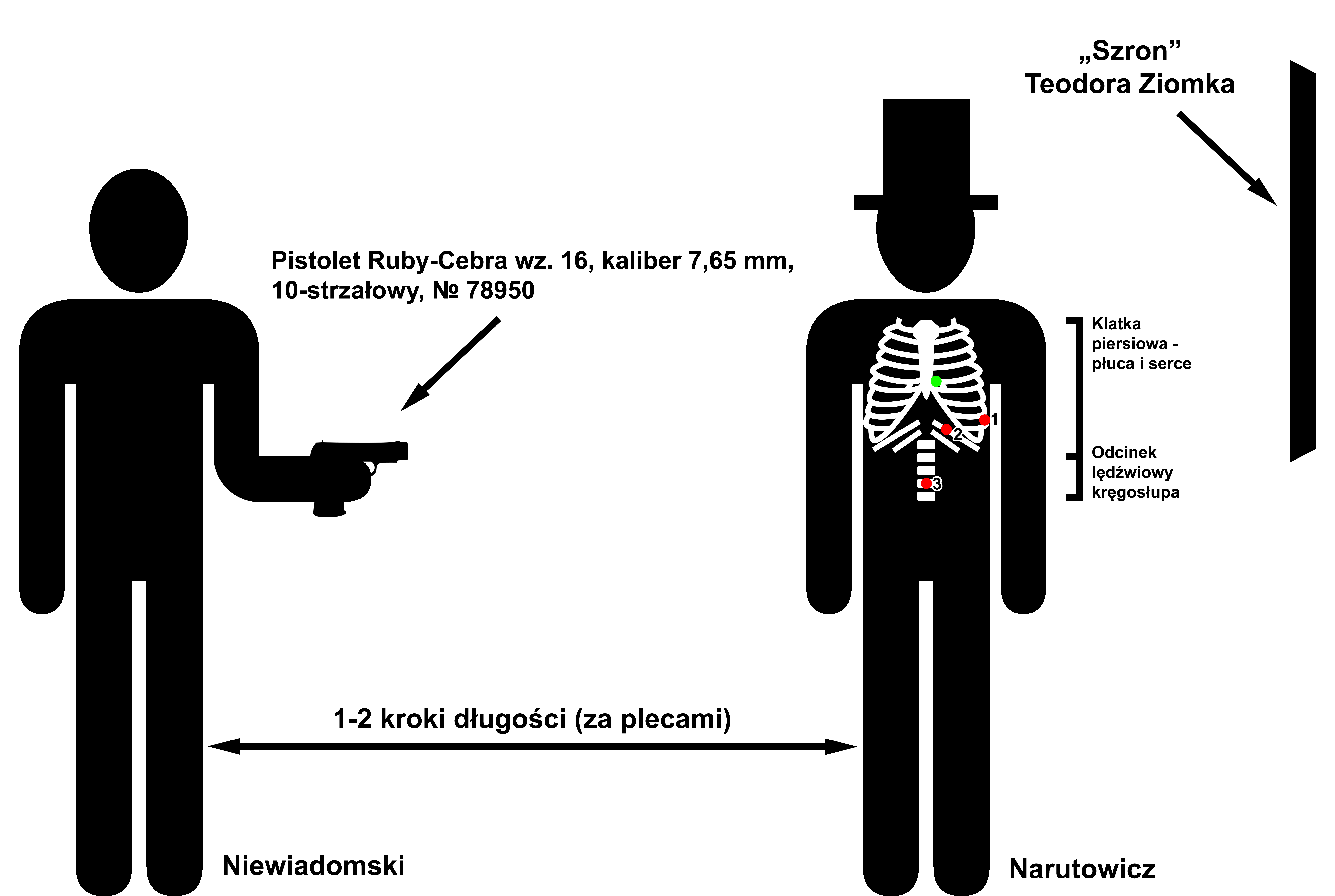
Schemat zamachu na prezydenta Narutowicza.
Rany wlotowe:1. w linii pachowej tylnej lewej na poziomie dziewiątego żebra
2. na poziomie jedenastego żebra lewego, ok. 5,5 cm od linii pośrodkowej ciała
3. na poziomie czwartego kręgu lędźwiowego w linii pośrodkowej ciała
Rany wylotowe:* na lewo od mostka przy przyczepie piątego żebra.
Jedna z kul przeszyła serce od tyłu do przodu.

Od kardynała Kakowskiego, prezydent Gabriel Narutowicz udał się do Zachęty samochodem, w towarzystwie szefa kancelarii Stanisława Cara. Przejazd Nowym Światem zajął kilka minut. Prezydent był w znakomitym nastroju, a przechodnie na ulicy witali go spokojnie.
Około godziny 12:10 samochód z prezydentem Rzeczypospolitej Polskiej Gabrielem Narutowiczem zajechał przed gmach „Zachęty”. Na schodach wiodących do budynku gościa powitał szef protokołu dyplomatycznego hr. Stefan Przeździecki. Prezes Zachęty, dziękując za przybycie, wprowadził prezydenta do środka. Zgromadzona publiczność powitała Narutowicza oklaskami i wiwatami.
Po drodze do sal wystawowych prezydent przywitał się z grupą malarzy organizujących wystawę. Każdemu z nich uścisnął dłoń. O godzinie 12:12 prezydent wszedł do sali wystawowej nr 1 znajdującej się na pierwszym piętrze budynku. W czasie, gdy podziwiał obraz Bronisława Kopczyńskiego przedstawiający fronton Zachęty do prezydenta podszedł ambasador angielski w Polsce, William Grenfell Max Müller z żoną. Żona ambasadora powiedziała: Permettez-moi Monsieur le Président de Vous fèliciter (pozwoli pan sobie pogratulować panie prezydencie), Oh, plutôt faire les condoléances (raczej złożyć kondolencje) – odparł prezydent Narutowicz.
Osoba prezydenta wzbudzała powszechne zainteresowanie publiczności, większe niż zgromadzone w galerii obrazy.

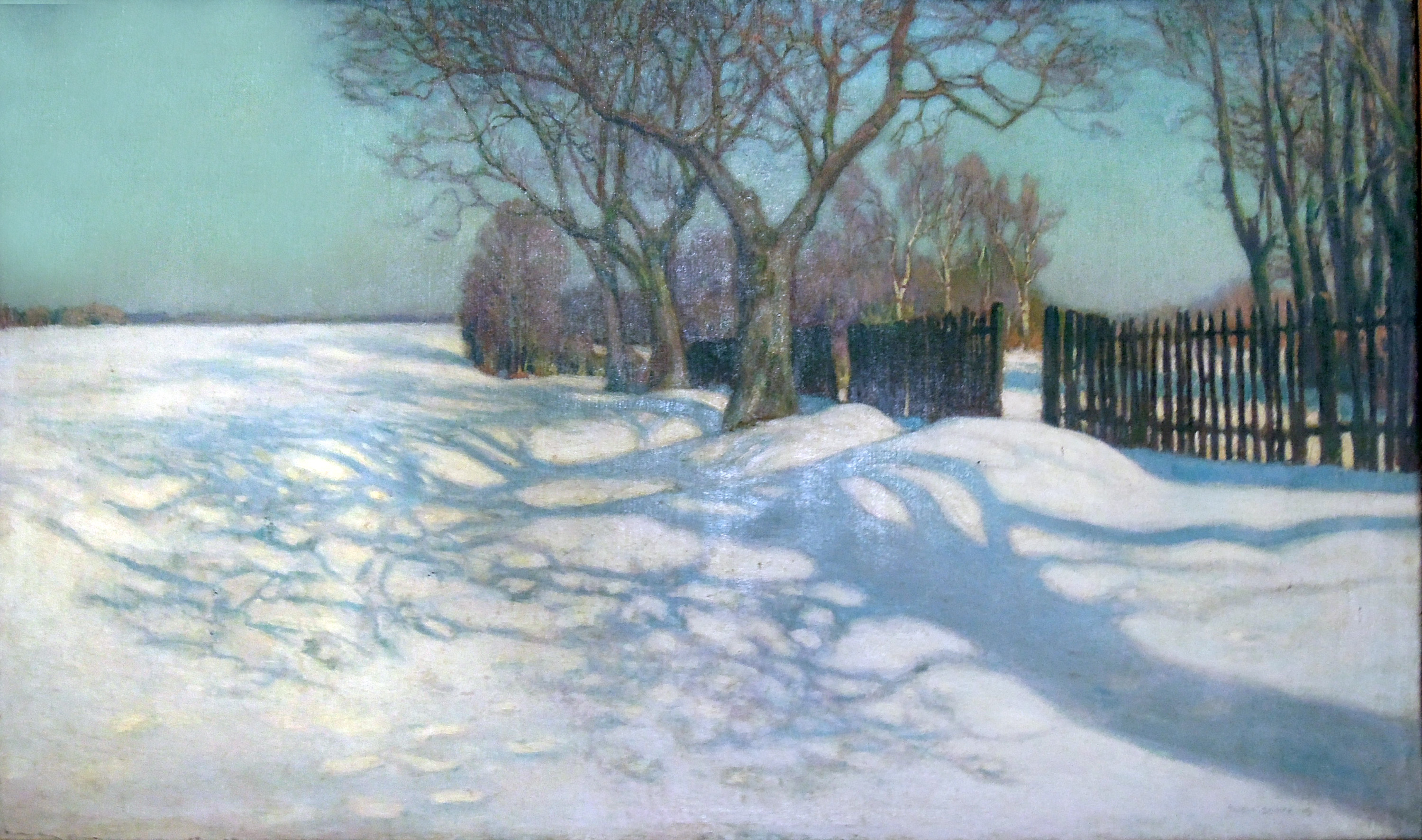
Obraz Teodora Ziomka pt. Szron przed którym zginął prezydent Narutowicz

W momencie, gdy prezydent Gabriel Narutowicz zatrzymał się przed obrazem Teodora Ziomka Szron, rozległy się trzy, szybko po sobie następujące wystrzały z pistoletu. Nastąpiło ogromne zamieszanie wśród zgromadzonej publiczności.
Prezydent zaczął się słaniać i upadł na podłogę. Obok była poetka Kazimiera Iłłakowiczówna, która podtrzymywała jego głowę. Premier Nowak wzywał lekarza. Przybył dr Śniegocki znajdujący się przypadkiem w pobliżu. Stwierdził krwotok wewnętrzny płucny, „zaduszenie”, zatrzymanie akcji serca i zgon prezydenta Gabriela Narutowicza.
W tym czasie w panującym zamieszaniu dostrzeżono stojącego spokojnie zamachowca z hiszpańskim pistoletem w dłoni skierowanym w stronę nieżyjącego już prezydenta Narutowicza. Był to Eligiusz Niewiadomski. Został pochwycony przez wiceprezesa Zachęty, malarza Edwarda Okunia i jednego z adiutantów prezydenta i bez oporu dał się rozbroić. Po tym powiedział: Nie będę więcej strzelać. Po zamachu okazało się, że w Zachęcie nie działały telefony i nie można było wezwać pogotowia.
Premier Nowak krótko po tym zniknął z Zachęty. Wspomina o tym malarz Jan Skotnicki. W tym samym czasie na placu Trzech Krzyży odbywał się pogrzeb Jana Kałuszewskiego, robotnika zabitego podczas demonstracji popierającej wybór Narutowicza. Tłum na pogrzebie liczył kilkadziesiąt tysięcy ludzi i gdyby wiadomość o zamachu do niego dotarła, mogłoby to wywołać nieobliczalne reakcje.
W związku z tym postanowiono natychmiast zamknąć drzwi i nikogo nie wypuszczać. Posłano jedynie po marszałka Sejmu Rataja, który konstytucyjnie zastępował Prezydenta, jednak władzę tę mógł objąć tylko, opierając się na urzędowo sporządzonym akcie zgonu urzędującego prezydenta.
O godzinie 13:15 przybyły na miejsce sędzia Sądu Okręgowego w Warszawie Jan Skorzyński w asyście świadków: Edwarda Okunia, lekarza prof. Antoniego Leśniowskiego i władz prokuratorskich sporządził pierwszy protokół z oględzin zwłok prezydenta Gabriela Narutowicza. Fragment protokołu:

... W gmachu Zachęty Sztuk Pięknych w sali nr I na pierwszym piętrze, wzdłuż i równolegle ze stojącą kanapą, głową zwrócony do drzwi wyjściowych leży na wznak trup Prezydenta Rzplitej p. Narutowicza. (...) Koszula na piersi rozpięta i pokrwawiona. na kiści prawej ręki ślady krwi. Przybyły o godz. 1 min. 12 po południu prof. Antoni Leśniowski stwierdził, że p. Prezydent Rzplitej nie żyje i że śmierć nastąpiła od ran postrzałowych zadanych w klatkę piersiową. (...).

O godzinie 14:30 sprowadzono lando i szwadron szwoleżerów do honorowego eskortowania ciała zamordowanego prezydenta. Ciało owinięte w narodowy sztandar do powozu przenieśli ministrowie Darowski, Car i członkowie komitetu Zachęty. Zwłoki prezydenta przewieziono do Belwederu w otwartym powozie. Przypadkowi przechodnie, dowiadując się o zamachu, złorzeczyli nieznanemu im wówczas sprawcy; wśród nich była Maria Niewiadomska (małżonka zamachowca).
Przy Zachęcie zebrał się tłum. W związku z tym mordercę prezydenta wyprowadzono bocznym wyjściem od ul. Królewskiej. W asyście wysokich funkcjonariuszy policji Niewiadomski został przewieziony do więzienia mokotowskiego.
Na gmachu Zachęty zatknięte zostały żałobne chorągwie.

## Sytuacja polityczna po zamordowaniu prezydenta. Planowana akcja odwetowa i jej zaniechanie

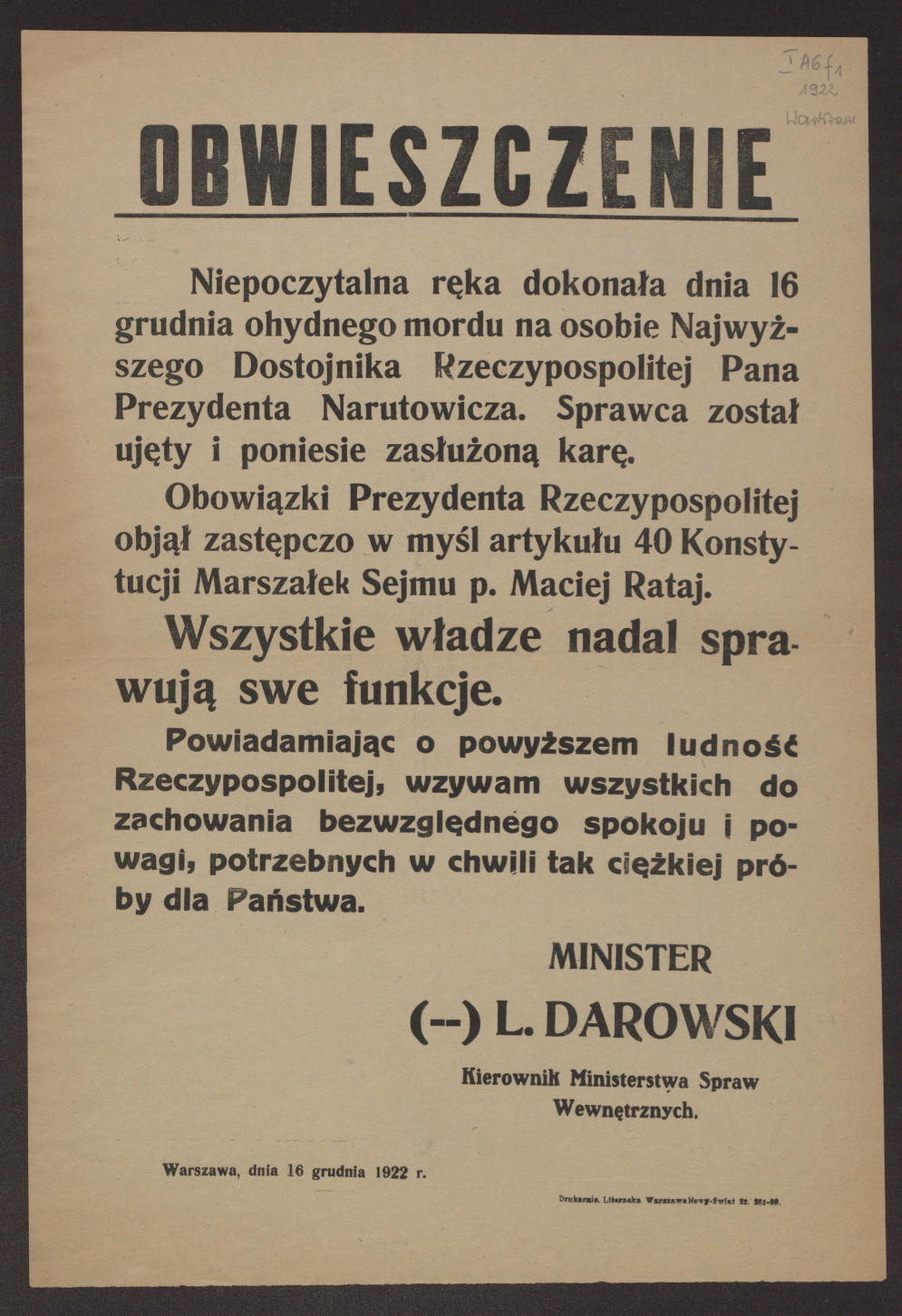
Obwieszczenie o śmierci prezydenta Narutowicza

Zamach nastąpił w krytycznym momencie. Premier Nowak 14 grudnia 1922 złożył na ręce prezydenta Narutowicza dymisję rządu, a nowy rząd nie został jeszcze powołany.
Przez 24 godziny po zamordowaniu prezydenta Gabriela Narutowicza nikt w Polsce nie sprawował władzy, zamarło życie państwowe. Ekstremizm prawicy został chwilowo sparaliżowany. W obliczu zamachu uaktywniły się jednak grupy radykalnej lewicy. Część oficerów legionowych, niektórzy peowiacy i ludowcy zawiązali szybkie porozumienie, aby przeprowadzić natychmiastowy odwet na prawicy i przejąć władzę w Polsce.
Wieczorem 16 grudnia 1922 w Sztabie Głównym zebrała się grupa legionowych oficerów – tzw. grupa pułkowników. W jej składzie byli m.in. Bogusław Miedziński, Adam Koc, Ignacy Boerner, Kazimierz Stamirowski, Henryk Floyar-Rajchman, Libicki, Włoskowicz. Nie istnieją przesłanki, pozwalające sądzić, iż zebranie oficerów nastąpiło z inicjatywy marszałka Piłsudskiego. Pomimo tego, że Piłsudski był formalnie osobą prywatną i nie sprawował żadnej funkcji, był jedynie przewodniczącym Ścisłej Rady Wojennej, nad wojskiem nie miał jednak żadnej władzy poza autorytetem osobistym.
Grupa oficerów podjęła próbę skontaktowania się telefonicznego z ministerstwami. W jej wyniku potwierdzono, że władze przestały funkcjonować. Nie było nikogo ani w Ministerstwie Spraw Zagranicznych, ani w Komendzie Głównej Policji. Nie zostały rozesłane żadne instrukcje ani informacje do województw, do placówek zagranicznych. Nie przekazano urzędowych informacji Polskiej Agencji Telegraficznej. Rząd nie funkcjonował. W obliczu takiej sytuacji oficerowie rozjechali się po ministerstwach i nawiązali kontakt telefoniczny z wojewodami i szefami placówek dyplomatycznych. Przekazane zostały informacje o tym, co się stało, a także wyraźne zapewnienie, że sytuacja jest pod kontrolą.
Po śmierci prezydenta Narutowicza do Rajmunda Jaworowskiego – przewodniczącego warszawskiej organizacji PPS przyszedł płk Marian Zyndram-Kościałkowski i jeszcze dwóch oficerów, którzy należeli do spisku piłsudczyków z inicjatywą pomszczenia zabójstwa na drodze wymordowania głównych działaczy prawicy. Jaworowski bez porozumienia z Centralnym Komitetem PPS wyraził aprobatę dla takich działań i oczekiwał listy zawierającej nazwiska przeznaczonych do wymordowania. Działająca w strukturach PPS milicja porządkowa miała farbą zaznaczyć bramy domów, w których planowane były morderstwa. Głównym zadaniem milicji PPS było pilnowanie pochodów i demonstracji PPS. Takich operacji, jak planowana milicja, PPS nigdy nie robiła.
W nocy z 16 na 17 grudnia w mieszkaniu Jerzego Iwanowskiego doszło do spotkania działaczy PPS (Ignacy Daszyński, Rajmund Jaworowski, Jędrzej Moraczewski, Adam Szczypiorski, Tadeusz Hołówko) z wojskowymi (Kazimierz Stamirowski, Adam Włoskowicz). W późnych godzinach nocnych na spotkanie przybył Norbert Barlicki wracający z narady z udziałem Józefa Piłsudskiego, Macieja Rataja i Władysława Sikorskiego. Barlicki miał przekazać zebranym informację o decyzji tworzenia rządu przez Władysława Sikorskiego i opinię Piłsudskiego, który miał wypowiedzieć się przeciw nierozważnym akcjom, gdyż Polski nie stać (..) na jakiekolwiek zaostrzanie walk wewnętrznych. W uspokojeniu nastrojów pomogli także Ignacy Daszyński i Stanisław Thugutt. Dzięki swojemu autorytetowi opanowali oni odwetowe nastroje w swoich środowiskach.
Ludwik Darowski wydał obwieszczenie zawiadamiające społeczeństwo o zamordowaniu prezydenta Gabriela Narutowicza, w którym określił zbrodnię jako ohydną i wezwał jednocześnie do zachowania spokoju i powagi.
17 grudnia 1922 rano marszałek Sejmu Maciej Rataj pełniący od 16 grudnia 1922 obowiązki Prezydenta Rzeczypospolitej Polskiej powołał nowy rząd z generałem Władysławem Sikorskim na czele. Generał-premier objął jednocześnie resort spraw wewnętrznych i wprowadził na krótko stan wyjątkowy i polecił internować najbardziej napastliwych, między innymi Adolfa Nowaczyńskiego. Dzięki temu w stolicy zapanował spokój, tym bardziej że obóz narodowy też dążył już do spacyfikowania nastrojów.
Nowy premier na Konwencie Seniorów w Sejmie bardzo ostro zapowiedział, że zamierza ukarać nie tylko bezpośredniego mordercę prezydenta Narutowicza, ale także moralnych sprawców tej zbrodni. Sikorski określił wydarzenia, które zaszły pomiędzy 9 i 16 grudnia jako większą hańbę, niż sam mord, do którego w efekcie doprowadziły. Na spotkaniu z przywódcami wszystkich partii ostrzegł Narodową Demokrację, że jeśli dojdzie do rozruchów, to bez wahania stłumi je zaprowadzając porządek z pomocą wojska nie odróżniając winnych od niewinnych.
Sikorski wystosował odezwę do narodu wzywającą – pomimo oczywistego oburzenia społeczeństwa faktem zamachu na najważniejszą osobę w państwie – do zachowania spokoju i porządku prawnego. Zadeklarował też, że jako karny żołnierz, po objęciu steru rządów z całą bezwzględnością strzegł będzie spokoju wewnętrznego, a winni skrytobójczego mordu otrzymają zasłużoną i przewidzianą prawem karę.
Minister spraw wojskowych gen. Kazimierz Sosnkowski wydał 17 grudnia 1922 odezwę w związku z zabójstwem prezydenta Gabriela Narutowicza.

### Komentarze po zabójstwie prezydenta Gabriela Narutowicza

#### W Polsce

Odezwa prezydium miasta Krakowa do obywateli ws. zamachu na prezydenta Narutowicza

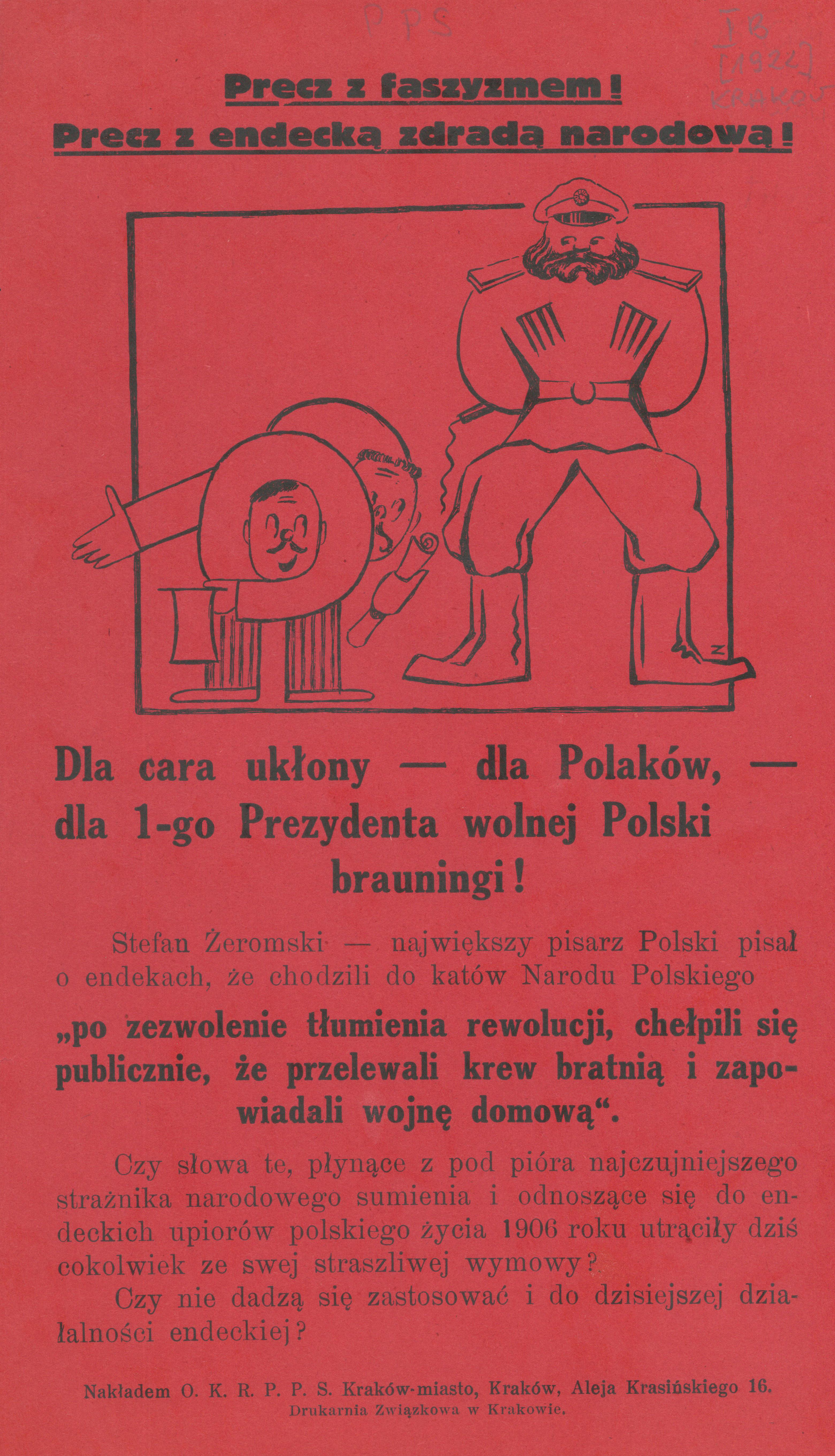
Ulotka PPS-u atakująca endecję w związku z zamachem na prezydenta Narutowicza

Prasa prawicowa opisywała Niewiadomskiego jako niepoczytalnego szaleńca, tylko i wyłącznie jego czyniąc winnym i odpowiedzialnym za zabójstwo. Stanisław Stroński, który przed kilkoma dniami opublikował artykuł nawołujący do usunięcia prezydenta Narutowicza, w dzień po jego zamordowaniu opublikował artykuł pt. Ciszej nad tą trumną. W artykule wyraził oburzenie, że pojawiają się zarzuty wobec środowisk prawicowych o przygotowanie gruntu do tej zbrodni. Stroński apelował, aby w dniach żałoby zastanowić się nad wszystkimi wydarzeniami. Zapowiadał, że nad zwłokami ś. p. Prezydenta rozpocznie się taniec stronniczych oskarżeń, a oskarżenia te zaczną rzucać niektóre stronnictwa lewicy wprost przeciw stronnictwom prawicy.
Inne gazety w tonie oburzenia zbrodnią podejmowały delikatną próbę usprawiedliwienia zabójcy. Pisano wprost, że stan umysłu Eligiusza Niewiadomskiego od dawna budził wątpliwości, a osąd o nim powinni wypowiedzieć lekarze i sędziowie.
Prasa, w szczególności prawicowa, która przed kilkoma dniami nawoływała do działań niezgodnych z prawem przeciwko legalnie wybranemu prezydentowi wzywała do legalizmu i poszanowania prawa.
Gazety endeckie wręcz głosiły pochwałę czynu Niewiadomskiego, który swoją zbrodnią ratował Polskę przed zalewem bolszewizmu. Gazeta rozdzierała szaty nie nad tragedią Narutowicza, ale zabójcy. Winnym tragedii w tym artykule obwołany został sam Narutowicz, ponieważ przyjął godność urzędu Prezydenta Rzeczypospolitej Polskiej.
Z kolei poseł Antoni Anusz w Kurierze Porannym wzywał do ustalenia i ukarania nie tylko samego Niewiadomskiego, ale także tych, którzy wytworzyli atmosferę brutalnego ataku na osobę Narutowicza. Dla Anusza byli to przede wszystkim bandyci pióra, którzy sączą jad anarchii w polski organizm społeczny. Ukaranie Niewiadomskiego to rzecz konieczna i oczywista, jednak drugorzędna. Niewiadomski był ślepym mieczem, a trzeba ukręcić zbrodniczą rękę.
Prasa antyprawicowa lansowała wersję szerokiego spisku przeciw Narutowiczowi. Narzędziem tego spisku był nieświadomy Niewiadomski. Autor artykułu wzywał do ustalenia spiskowców, choćby były to osoby, których nazwiska są na ustach wszystkich. Owi spiskowcy to endecka ręka wciskająca pistolet w dłoń Niewiadomskiego.
Nadzwyczaj ostro osobę mordercy i jego środowisko polityczne piętnował organ PPS. Autor artykułu wręcz określał prawicę mianem faszystów, pisząc: w obozie faszystów wiedziano doskonale o mającej nastąpić zbrodni. W tym samym numerze zamieszczono felieton pełen ciepłych słów o prezydencie Gabrielu Narutowiczu.

#### Za granicą
Zamordowanie pierwszego prezydenta Rzeczypospolitej Polskiej odbiło się szerokim echem za granicą. Na ręce marszałka Sejmu Macieja Rataja przybywały liczne depesze kondolencyjne z zagranicy.
Papież Pius XI (do niedawna nuncjusz apostolski w Polsce) wyraził w depeszy kondolencyjnej żywe dotknięcie tragiczną śmiercią prezydenta.
Głębokie poruszenie powstało wśród sfer politycznych i naukowych wielu państw. Gabriel Narutowicz był postacią znaną – szanowanym dyplomatą europejskim i cenionym naukowcem. Podkreślano przy tym skromność Narutowicza i jego oddanie sprawom Polski.
W zuryskiej gazecie Neue Zürcher Zeitung artykuł opublikował przyjaciel Gabriela Narutowicza, rektor tamtejszej Eidgenössische Technische Hochschule Zürich, prof. inż. Arthur Rohn. W swoim artykule Rohn przypomniał bezinteresowny patriotyzm Narutowicza, który porzucił wspaniałą karierę naukową i powrócił do Polski, a jego śmierć określił jako ciężką stratę.
Prasa francuska podkreślała, że zamordowany prezydent był wybitnym naukowcem, człowiekiem szerokich, europejskich horyzontów, szczerym demokratą, znanym w europejskich kręgach dyplomatycznych zachodu, który wywarł w Genewie w delegacji polskiej wielkie wrażenie jasnością poglądów i kolosalną zdolnością pracy, a jego śmierć pozbawiła Polskę dobrego sługi i człowieka uczciwego, który obowiązki związane z prezydenturą wykonywałby bezstronnie.
W prasie włoskiej większość wzmianek miała charakter sztampowy. Jedynie w L’Osservatore Romano podkreślono, że Gabriel Narutowicz był jednym z najgorętszych i najbardziej wpływowych zwolenników niepodległości Polski, a na konferencji w Genui oddał Polsce wielkie zasługi dzięki swojej znajomości dyplomacji.
W Rumunii wspominano wizytę Narutowicza w Bukareszcie. Zamordowanego określano jako przyjaciela Rumunii, męża stanu i polskiego bohatera.
W Związku Radzieckim wypadki w Warszawie i zamach na prezydenta określano jako bratobójczą walkę. W komentarzach prasowych sugerowano, iż są to czynniki przyspieszające wybuch i zwycięstwo rewolucji, a sam czyn Niewiadomskiego został określony jako wybryk burżuazyjno-anarchicznego systemu.

## Pogrzeb

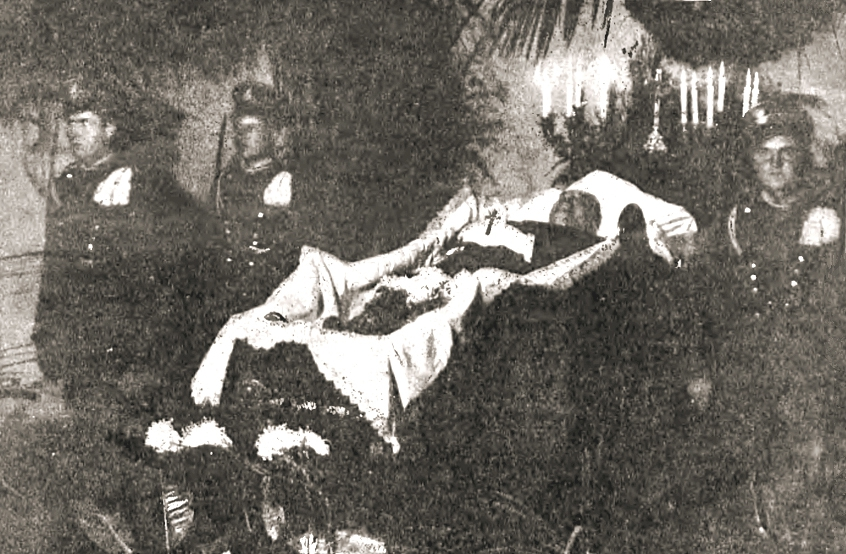
Warta honorowa przy trumnie zamordowanego Gabriela Narutowicza

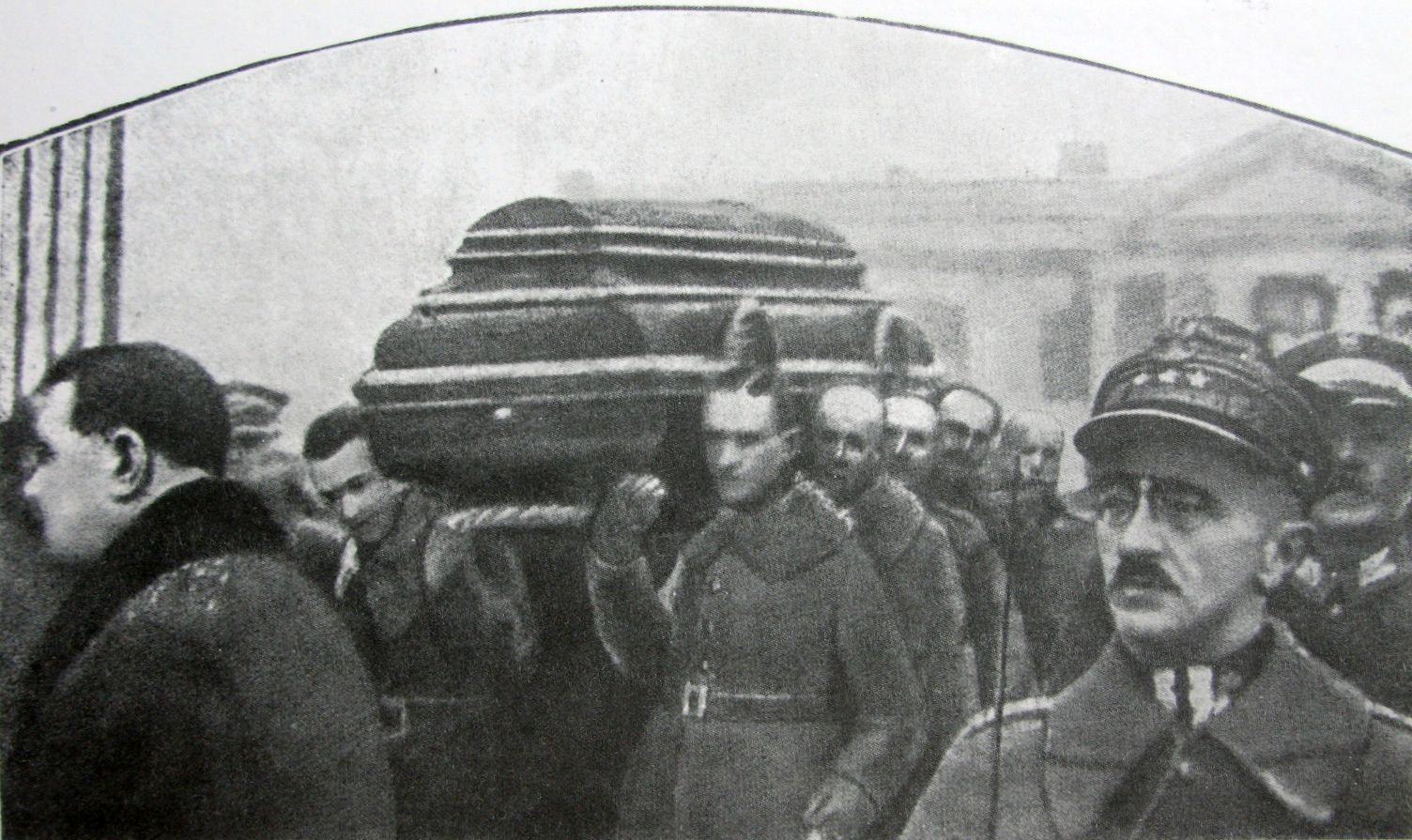
Wyprowadzenie trumny z Belwederu – 19 grudnia 1922

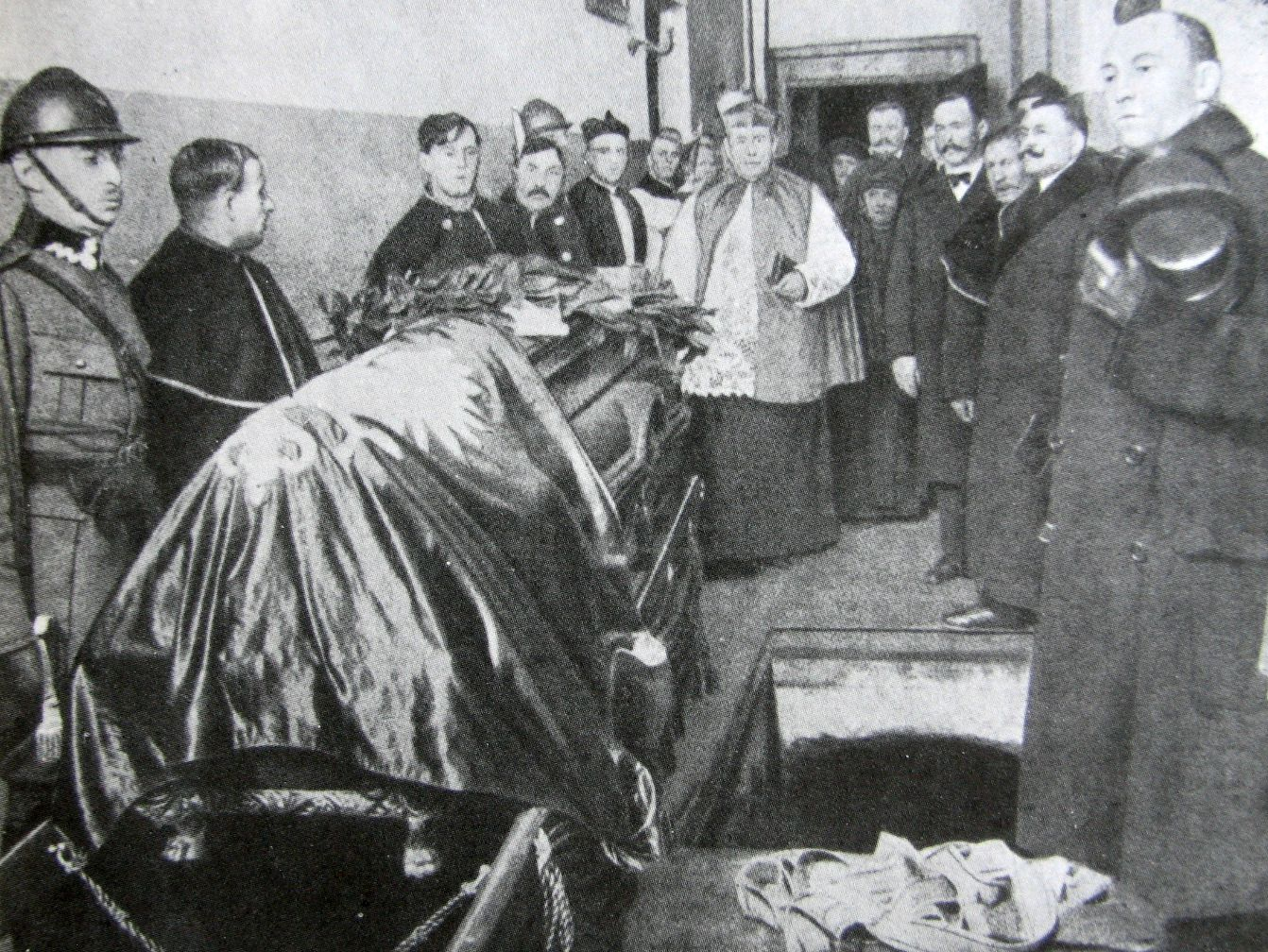
Złożenie zwłok prezydenta Gabriela Narutowicza do grobu w katedrze św. Jana – 22 grudnia 1922

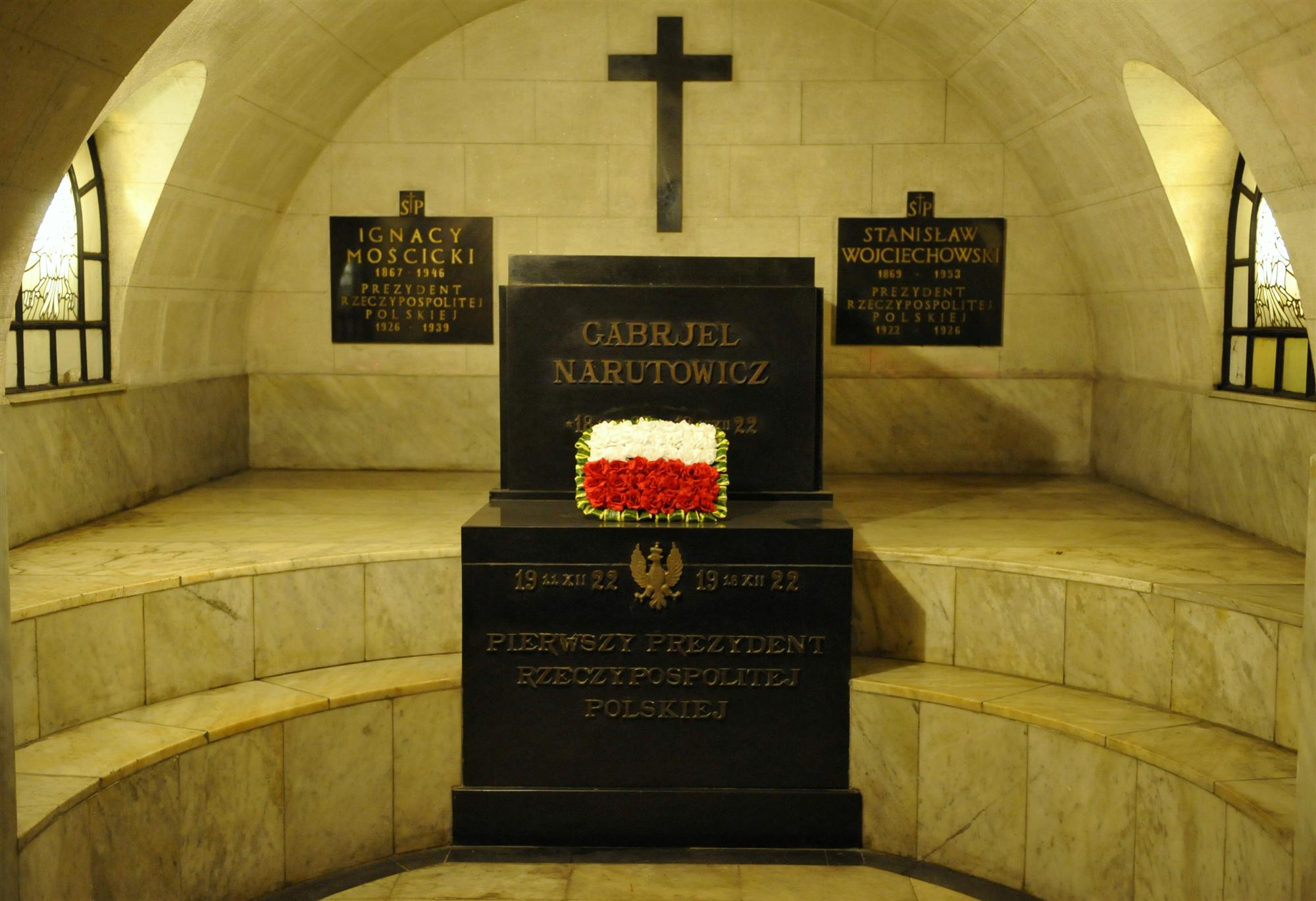
Grób Gabriela Narutowicza w podziemiach bazyliki archikatedralnej św. Jana Chrzciciela w Warszawie

17 grudnia 1922 zabalsamowane ciało prezydenta zostało wystawione w sali audiencyjnej Belwederu. O godz. 10:00 kapelan prezydenta ks. Tokarzewski wraz z zaproszonym przez niego duchowieństwem odprawił prywatną mszę przy zwłokach dla rodziny prezydenta i najbliższych przyjaciół.
Gabriel Narutowicz pozostawił syna Stanisława Józefa i córkę Annę.
Eksportacja zwłok z Belwederu na Zamek Królewski nastąpiła 19 grudnia 1922 o godzinie 12:00. Trasa przejazdu wiodła Alejami Ujazdowskimi, Nowym Światem i Krakowskim Przedmieściem. Na całej trasie przejazdu konduktu żałobnego stanął wojskowy kordon honorowy. Na ulicach żegnał prezydenta Narutowicza półmilionowy tłum.
Kondukt żałobny otwierały dwa szwadrony 1 Pułku Szwoleżerów, za nim dwa bataliony piechoty i bateria artylerii. Trumnę prowadził szpaler duchowieństwa z głównym celebransem kard. Aleksandrem Kakowskim. Trumna spoczywała na wysokim, okrytym kirem karawanie ciągniętym przez ósemkę koni. Karawan eskortowali starsi oficerowie z obnażonymi szablami. Za trumną szła najbliższa rodzina prezydenta, marszałkowie Sejmu i Senatu, premier Sikorski i przedstawiciele wszystkich stronnictw politycznych. Marszałek Piłsudski nie był obecny podczas eksportacji. Jak podała Polska Agencja Telegraficzna marszałek był tego dnia silnie zaziębiony.
W pobliżu Placu Zamkowego doszło do incydentu. Nie zważając na powagę chwili grupa chuliganów próbowała przerwać kondukt żałobny. Interweniowała policja konna, która szybko zaprowadziła porządek, usuwając chuliganów.
O godzinie 13:20 czoło konduktu dotarło do Zamku Królewskiego. Na podwórzec zamku trumnę wnieśli na ramionach minister spraw wojskowych – Kazimierz Sosnkowski, minister sprawiedliwości – Wacław Makowski, minister rolnictwa – Józef Raczyński i członkowie Domu Prezydenta Rzeczypospolitej. Przez dziedziniec skierowano się do Sali Rycerskiej, w której trumnę złożono na specjalnym katafalku. Egzekwie odprawił kardynał Aleksander Kakowski. Przy trumnie została tylko oficerska warta honorowa pełniona dzień i noc do momentu przeniesienia zwłok do bazyliki archikatedralnej św. Jana Chrzciciela.
Od rana 20 grudnia 1922 Sala Rycerska została otwarta dla społeczeństwa. Ostatni hołd zamordowanemu prezydentowi oddały setki tysięcy Polaków.
Ostatnia część uroczystości pogrzebowych miała miejsce 22 grudnia 1922. Tego dnia trumnę z ciałem prezydenta Narutowicza wprowadzono do katedry św. Jana. O godzinie 10:00 kard. Aleksander Kakowski odprawił mszę żałobną. Po mszy na kazalnicę wszedł ks. kan. prof. Antoni Szlagowski (późniejszy biskup). Ksiądz Szlagowski mówił o zbrodniczej ręce, która targnęła się na nietykalną osobę pierwszego Urzędnika w Państwie, sponiewierała dostojeństwo Rzeczypospolitej, zdeptała cześć, zniesławiła imię Polski w świecie. Swój to, nie obcy!.
Nabożeństwa żałobne odbyły się w całym kraju i za granicą, zarówno w kościołach chrześcijańskich, jak i we wspólnotach niechrześcijańskich.
Ówczesny biskup i senator Chjeny Adam Sapieha wydał odezwę piętnującą zbrodnię i zarządził nabożeństwa żałobne.
Prezydent Narutowicz został pochowany w podziemnej krypcie katedry św. Jana w Warszawie. W 1928 ufundowano granitowy sarkofag i złożono w nim maskę pośmiertną, spis prac i portret olejny pędzla Władysława Marcinkowskiego.
Pogrzeb Narutowicza został sfilmowany przez wytwórnię Sfinks, film jednak zaginął.

## Proces i osądzenie zamachowca
Rząd pod kierownictwem premiera Sikorskiego na posiedzeniu 19 grudnia 1922 rozważał możliwość przekazania sprawy zamordowania prezydenta Gabriela Narutowicza do rozpatrzenia sądowi doraźnemu. Argumentem za taką procedurą rozpatrzenia sprawy miał być oburzający charakter tej zbrodni i konieczność wymierzenia stanowczej i natychmiastowej kary. Jednak wobec przeciwnego stanowiska Sejmu sprawa Niewiadomskiego została skierowana do Sądu Okręgowego, a termin jej rozpoczęcia został wyznaczony na 29 grudnia 1922. Niewiadomskiemu przydzielono obrońcę z urzędu. Został nim mecenas Stanisław Kijeński, uchodzący za adwokata wytrawnego i wpływowego. Kijeński miał doświadczenie procesowe zdobyte w wielu głośnych procesach politycznych. Największą sensację zdobył, broniąc w 1905 socjaldemokraty B. Grucmana, aresztowanego razem z Marcinem Kasprzakiem.
Kijeński zamierzał wykorzystać proces do moralnej rehabilitacji zabójstwa dokonanego przez Niewiadomskiego, które to morderstwo acz straszne, było konieczne, a sam Niewiadomski był mścicielem krzywd zdrowej większości narodu, zagrożonej przez Piłsudskiego, lewicę, Żydów i masonów.
Eligiusz Niewiadomski był człowiekiem wykształconym, erudytą i dobrym mówcą. Postanowił na procesie bronić się sam. Mecenasowi Kijeńskiemu pozostawił jedynie czuwanie nad przebiegiem procesu, a co było dla niego jeszcze ważniejsze, rozpowszechnienie kultu swojej osoby po wyroku.

### Proces
Przed procesem w prasie prawicowej ukazały się długie i obszerne biografie Niewiadomskiego.
Proces rozpoczął się 30 grudnia 1922 w stołecznym Sądzie Okręgowym mieszczącym się w pałacu Paca przy ul. Miodowej 15, w Sali Kolumnowej pałacu. Sala była wypełniona dziennikarzami i publicznością, wśród której zasiadali także ministrowie: Ludwik Darowski, Wacław Makowski, Henryk Strasburger. Obecni na procesie byli także Stefan Żeromski i Wacław Sieroszewski.
O godzinie 10:50 na salę rozpraw przybył komplet sędziowski w składzie: przewodniczący sędzia Wacław Laskowski oraz sędziowie: Jan Kozakowski i Tadeusz Krassowski. Niewiadomskiego oskarżał prokurator Kazimierz Rudnicki, a jako powód cywilny wystąpił w imieniu dzieci zamordowanego prezydenta mecenas Franciszek Paschalski. Obrońcą był mecenas Stanisław Kijeński.
Prokurator przedstawił oskarżenie z artykułu 99 Kodeksu karnego w związku z artykułem 15 przepisów przechodnich o to, że w dniu 16 grudnia 1922 podczas otwarcia wystawy Eligiusz Niewiadomski dokonał zamachu na życie prezydenta Rzeczypospolitej Polskiej oddając do niego trzy strzały pistoletowe, które spowodowały natychmiastową śmierć prezydenta.
Jako świadkowie występowali: Stanisław Car – szef kancelarii cywilnej prezydenta, Karol Kozłowski – prezes Zachęty, Edward Okuń i Jan Skotnicki – artyści malarze, Ignacy Sołtan – pierwszy adiutant Prezydenta.
Niewiadomski nie przyznał się do winy zarzucanej przez akt oskarżenia. Przyznał się jedynie do złamania prawa i wyraził gotowość poniesienia za to jak najdalej idącej odpowiedzialności. Gdy zabrał głos, odnosząc się do aktu oskarżenia już na samym wstępie przekazał swoje credo polityczne, które pozwoliło mu dokonać zamachu na życie człowieka, którego uważał za symbol zła.
Niewiadomski zbulwersował opinię publiczną, informując, że pierwotnie zamierzał zamordować naczelnika państwa Józefa Piłsudskiego. Zamierzał tego dokonać 6 grudnia 1922. Od tego zamiaru odwiodła go jednak informacja, która dotarła do niego 5 grudnia. Tego dnia przeczytał w gazecie, że Piłsudski kategorycznie zrezygnował z kandydowania na urząd Prezydenta Rzeczypospolitej Polskiej.
Wypowiadając się przed sądem, Niewiadomski wygłaszał długie monologi, przedstawiał polityczny manifest oraz wiele informacji niemających istotnego związku z faktem zamordowania prezydenta Narutowicza. O samym Narutowiczu Niewiadomski wypowiedział się, że był on czcigodnym i uczciwym człowiekiem, a jako polityk w ogóle nie istniał. Sąd wielokrotnie napominał Niewiadomskiego i ponaglając prosił o to, aby ten streszczał swoje wywody.
Sąd przepytał świadka Kozłowskiego i Cara o okoliczności zaproszenia prezydenta Narutowicza na otwarcie wystawy. Kozłowski potwierdził ustalenia śledztwa, że zaproszenie było jego wyłączną inicjatywą, a przyjęte zostało za wstawiennictwem Cara. Kozłowski zeznał również, że bardzo zdziwiło go zachowanie premiera Nowaka tuż po morderstwie. Nowak biadał, dlaczego Narutowicz zjawił się w Zachęcie, skoro on tak bardzo go prosił o niepojawianie się w tym miejscu. W przeddzień zabójstwa Nowak zapewniał Kozłowskiego, że prezydent z pewnością przybędzie, a on sam poprosi go o to w imieniu artystów.
Mecenas Kijeński przyjął linię obrony stosunkowo dyskretną i delikatną, przedstawiał Niewiadomskiego jako osobę szlachetną, egzaltowaną, sentymentalną, zatroskaną o dobro publiczne.
W czasie rozprawy sąd przesłuchał w charakterze świadka Józefa Ewerta, którego syn przebywający w Sosnowcu dowiedział się rzekomo 16 grudnia o godzinie 10, że prezydenta zamordował Eligiusz Niewiadomski. Sąd przyjąwszy to zeznanie udał się na naradę, po której stwierdził, że zeznanie Ewerta jest dla sprawy bez znaczenia, a sprawdzanie każdej tego rodzaju pogłoski wydłużyłoby tylko zbędnie postępowanie procesowe.
Nastąpiły mowy końcowe prokuratora i obrońcy. Prokurator w swojej mowie przedstawił niezbite dowody winy, odniósł się do braku skruchy i poczucia winy oskarżonego, wskazał na ciężar zbrodni, która z punktu widzenia kodeksu karnego jest zamachem na Prezydenta, ale z punktu widzenia polskiej racji stanu stanowi hańbę dla narodu. Ze względu na szkodliwość czynu prokurator Rudnicki wniósł o karę śmierci dla Eligiusza Niewiadomskiego.
Mecenas Kijeński podziękował sądowi za powierzenie sprawy do obrony, podkreślając, że ograniczył swoją rolę na wyraźną prośbę Niewiadomskiego. Przedstawił w swojej mowie Niewiadomskiego jako osobę tragiczną, szlachetnego idealistę działającego z mocy wewnętrznego nakazu. W swojej mowie sugerował niewymierzanie kary śmierci i jej zamianę na ciężkie więzienie albo karę normalną. W tym miejscu Niewiadomski ostro zaprotestował, aby jego mecenas zaprzestał takich wywodów. W jego zamyśle nie leżało uniknięcie kary śmierci.
Sam Niewiadomski w ostatnim słowie nie wyraził skruchy. Stwierdził, że spełnił ciężką rzecz, a wyrok więzienia byłby dla niego hańbiący.
O godzinie 19:45 sąd udał się na ponadgodzinną naradę, po której powrócił na salę rozpraw celem odczytania wyroku.
Sąd doszedł do przekonania, że w rozpatrywanej sprawie zaszły wszystkie warunki, o których mówiła część 2 art. 99 kodeksu karnego i art. 15 część II przepisów przechodnich do kodeksu karnego i po pozbawieniu praw stanu skazał Eligiusza Niewiadomskiego na karę śmierci. Sąd ogłosił jedynie sentencję wyroku informując, że wyrok zostanie umotywowany i ogłoszony w monitorze rządowym 10 stycznia 1923. Sędzia Jan Kozakowski zgłosił zdanie odrębne do wyroku, uznając, że Eligiusz Niewiadomski dokonał inkryminowanego czynu w stanie niezmiernie silnego afektu i wypowiedział się za bezterminowym więzieniem dla Niewiadomskiego.
Zgodnie z prawem wyrok nie wymagał zatwierdzenia i mógł zostać wykonany w przewidzianym terminie. Jedynie Prezydent Rzeczypospolitej Polskiej mógł skorzystać z prawa łaski i zamienić karę śmierci na długoterminowe więzienie.

### Egzekucja

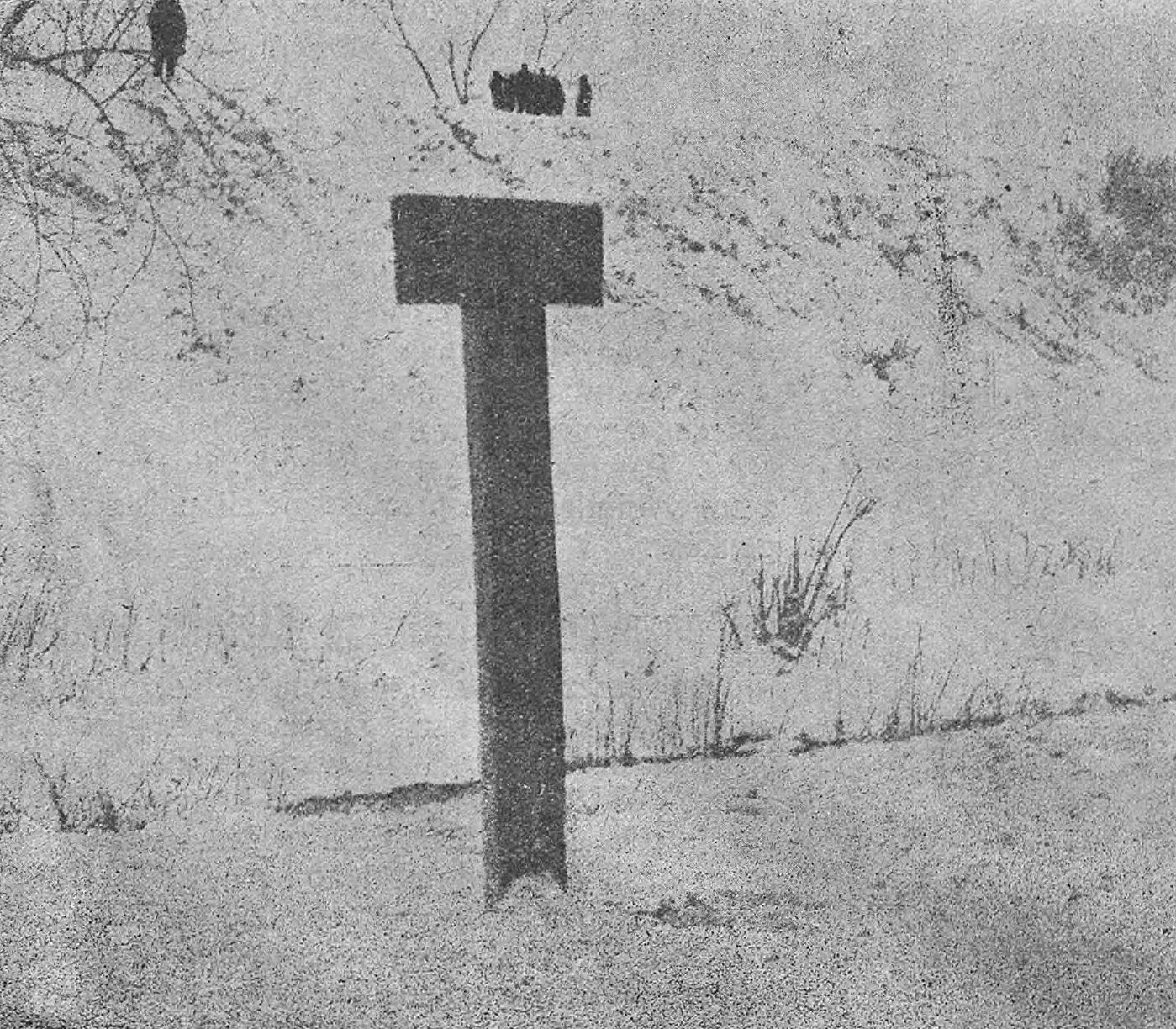
Słupek, przy którym został stracony Eligiusz Niewiadomski

Eligiusz Niewiadomski nie wniósł apelacji od wyroku, której termin mijał 27 stycznia 1923. 14 stycznia przesłał do Sądu Okręgowego pismo, w którym oznajmiał, że wyrok przyjmuje, a wszelkie podania o ułaskawianie powinny być uważane za złożone bez jego wiedzy i wbrew jego woli. Prezydent Rzeczypospolitej Polskiej Stanisław Wojciechowski nie skorzystał z przysługującego mu prawa łaski, stwierdzając: zbadałem dokumenty, ale w nich, ani w mojej duszy nie mogę znaleźć powodu, by zmienić wyrok sądu.
Leo Belmont opublikował 8 stycznia List otwarty do Pana Prezydenta Rzeczypospolitej w sprawie Eligiusza Niewiadomskiego. W liście tym argumentował, że wykonanie wyroku na Niewiadomskim uczyni go bohaterem prawicy i jednocześnie niczego w życiu politycznym Polski nie zmieni. Słowa te potwierdziły się, bowiem już za życia Niewiadomski dla wielu Polaków stał się bohaterem.
Wykonanie wyroku wyznaczono na 31 stycznia 1923. O godzinie 6:30 przewieziono Niewiadomskiego do Cytadeli. Na miejscu straceń stawiła się kompania 30 Pułku Strzelców Kaniowskich. Po odczytaniu przez sekretarza sądu sentencji wyroku Niewiadomski zdjął ze spokojem palto, szalik i kapelusz, okulary oddał mecenasowi Kijeńskiemu i stanął przy słupku egzekucyjnym.
Przed egzekucją poprosił o niezawiązywanie oczu i powiedział ostatnie słowa: zachowam spokój, strzelcie mi w głowę i w serce, ginę za Polskę, którą gubi Piłsudski.
Na komendę padła salwa plutonu egzekucyjnego. Lekarz stwierdził natychmiastową śmierć skazanego przez strzaskanie głowy.
Trumna ze zwłokami Niewiadomskiego została pogrzebana na terenie Cytadeli w grobie tymczasowym oznaczonym LVI. W nocy z 5 na 6 lutego 1923 rodzina dokonała ekshumacji i ciało zamachowca zostało przeniesione na Cmentarz Powązkowski. Pomimo nietypowej pory w pogrzebie Niewiadomskiego uczestniczyło około 10 tysięcy osób.

## Uczczenie pamięci zamordowanego prezydenta

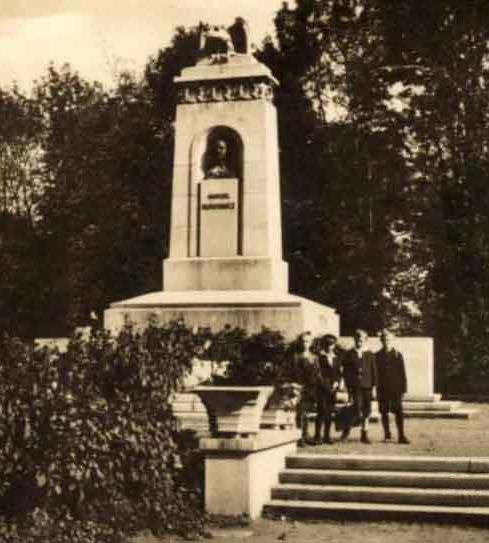
Pomnik Gabriela Narutowicza w Bielsku istniejący w latach 1928–1939

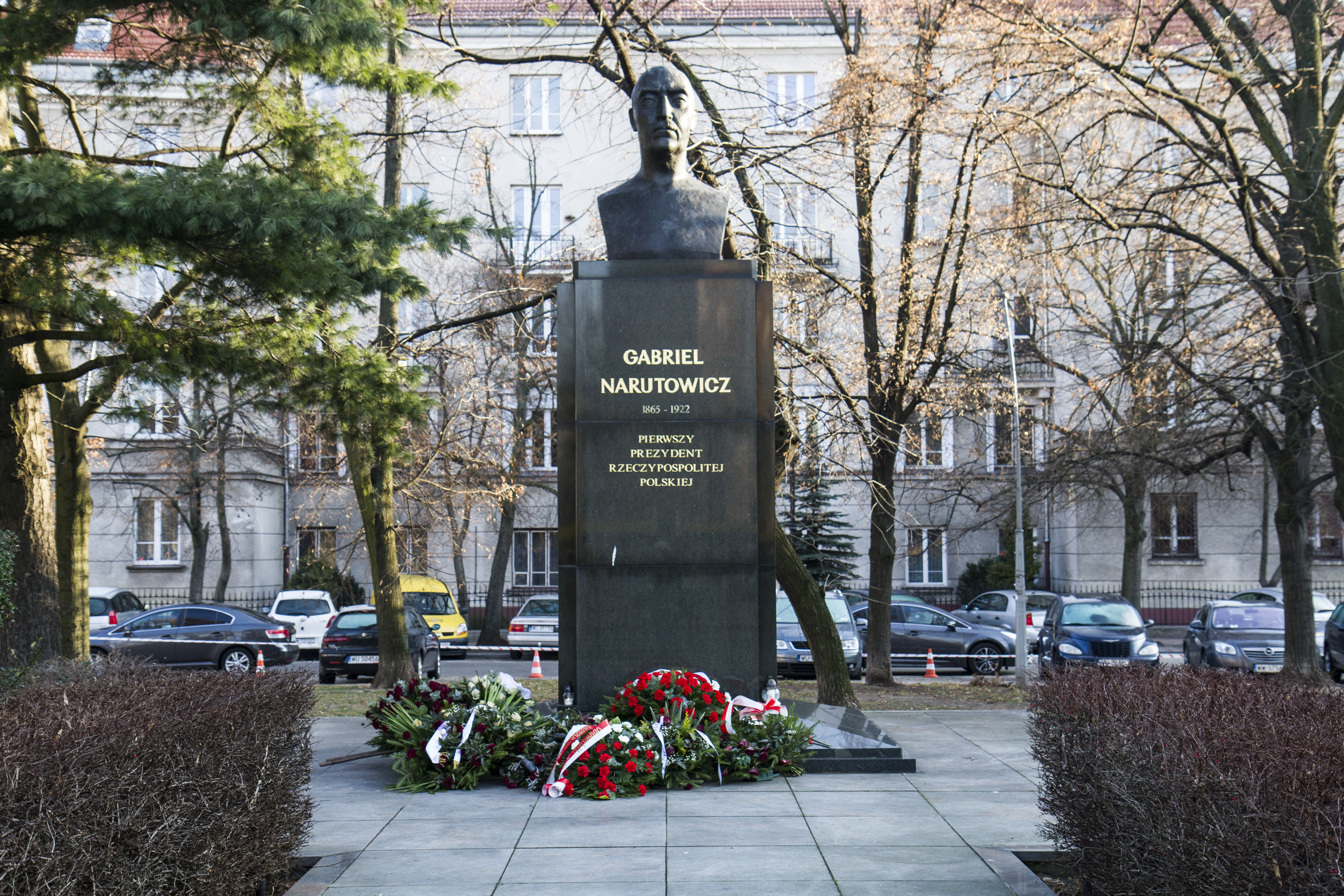
Pomnik Gabriela Narutowicza na placu Narutowicza w Warszawie

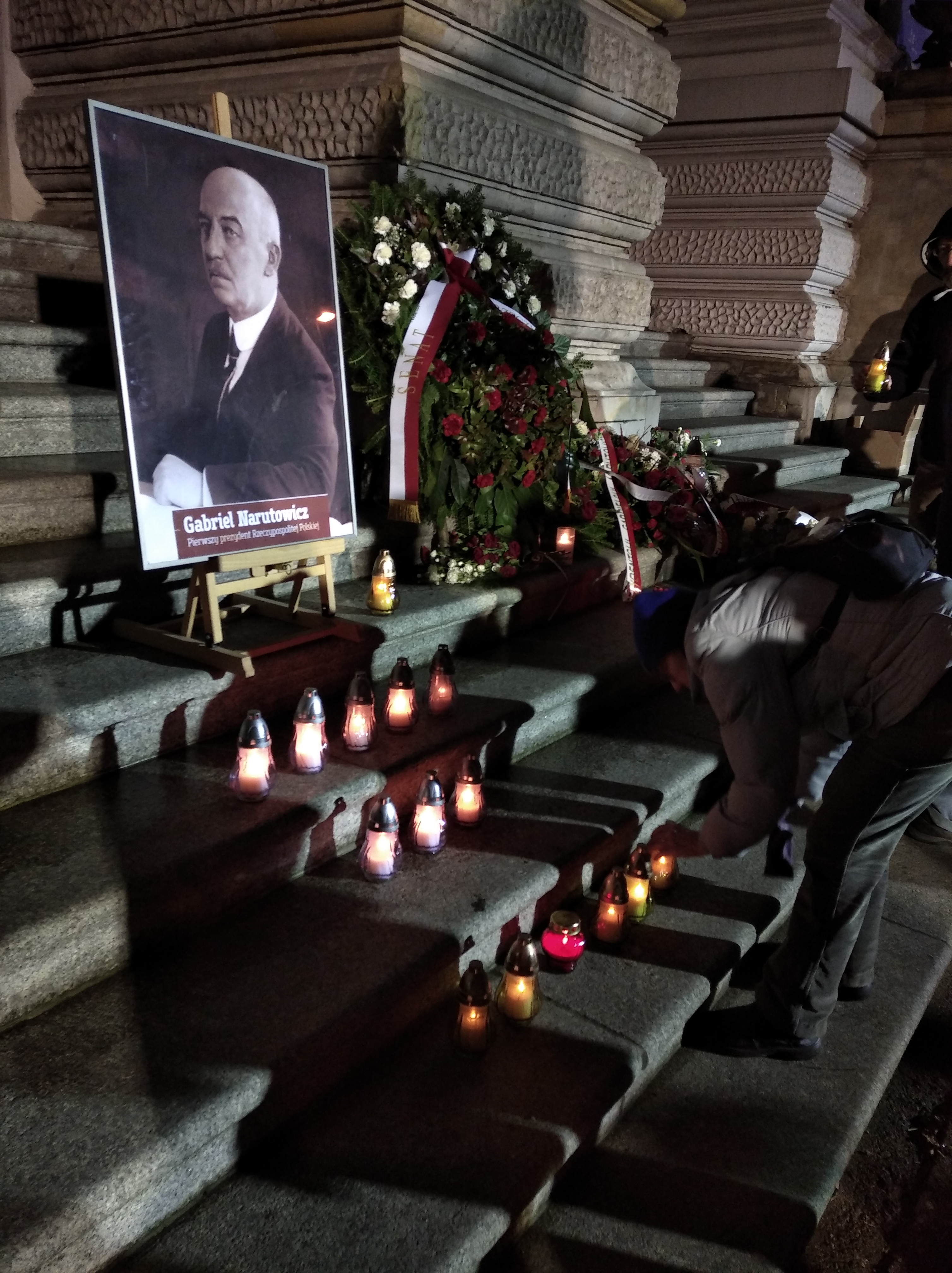
Uczestnicy demonstracji w 99. rocznicę śmierci Gabriela Narutowicza stawiający znicze przed Zachętą, 16 grudnia 2021.

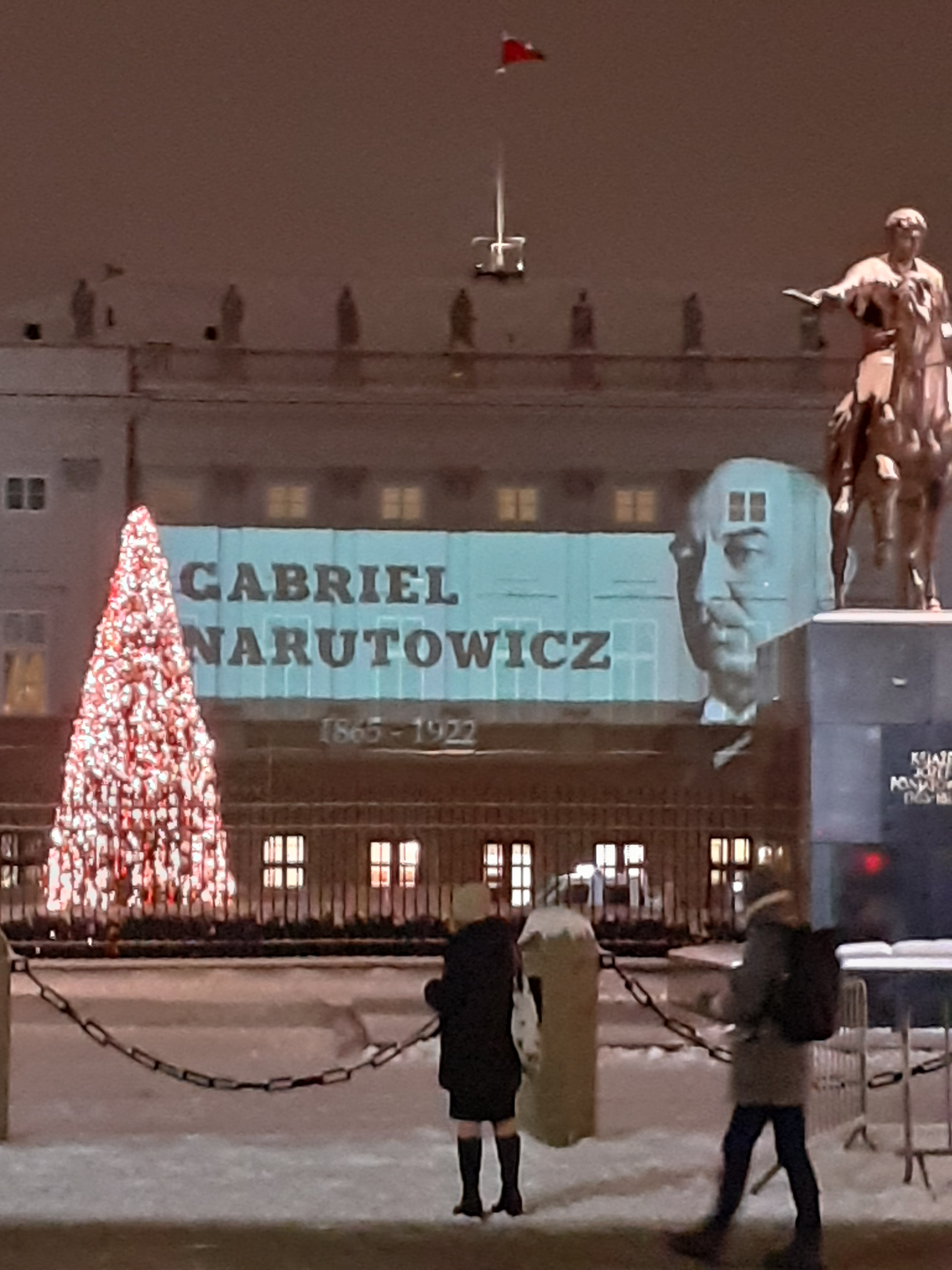
Wizerunek Gabriela Narutowicza wyświetlony w setną rocznicę jego zabójstwa

21 grudnia 1922 Sejm i Senat Rzeczypospolitej Polskiej uczciły pamięć zamordowanego prezydenta przemówieniami marszałków obu izb. Posłowie wysłuchali wygłoszonych mów na stojąco. Marszałek Rataj stwierdził: Padł, zanim przystąpił do realizowania zamierzeń. To, co miało być programem jego działalności stało się jego testamentem...
16 stycznia 1923 posłowie podjęli decyzję w drodze uchwały o wmurowaniu w budynku Sejmu tablicy pamiątkowej dla uczczenia pamięci pierwszego prezydenta Rzeczypospolitej Polskiej.
Wiersze o śmierci Narutowicza napisali Antoni Słonimski i Julian Tuwim. Leo Belmont zaś napisał wiersz Na pogrzeb prezydenta.

Fragment wiersza Juliana Tuwima pt. Do nich!:
Krzyż mieliście na piersiach, a browning w kieszeni,

Z Bogiem byli w sojuszu, a z mordercą w pakcie,

Wy, w chichocie zastygli, bladzi, przestraszeni,

Chodźcie, głupcy, do okien – i patrzcie, i patrzcie!

[...]

Przez serce swe na wylot pogrzebem przeszyta,

Jak Jego pierś kulami, niech widzi stolica

Twarze wasze, zbrodniarze! I niech was przywita

Strasznym krzykiem milczenia żałobna ulica!

Po śmierci powołany został Komitet Uczczenia Pamięci Pierwszego Prezydenta Rzeczypospolitej Polskiej śp. Gabriela Narutowicza. Imieniem Narutowicza nazwano w Polsce wiele ulic i placów, a także niektórych obiektów publicznych (m.in. Liceum Ogólnokształcące w Łodzi i Szpital Miejski w Krakowie) oraz jedno z audytoriów na Politechnice Warszawskiej. Odsłonięto też kilka jego popiersi i tablic pamiątkowych (m.in. w Sejmie i w domu akademickim przy pl. Narutowicza w Warszawie, w Bielsku oraz na politechnice w Zurychu).
Sejm Rzeczypospolitej Polskiej uczcił także rocznice tragicznej śmierci Gabriela Narutowicza, przyjmując uchwały w 1992 i 1998.
W 1977 powstał film pt. Śmierć prezydenta w reżyserii Jerzego Kawalerowicza, którego stylistyka ma charakter dokumentu wiernie oddającego okoliczności zamachu na pierwszego prezydenta Rzeczypospolitej Polskiej Gabriela Narutowicza.
Ustanowiono także w 80. rocznicę śmierci Narutowicza, w 2002, Medal im. Narutowicza dla zasłużonych dla techniki. Wykonała go Mennica Polska SA według projektu Antoniego Kwiatkowskiego. Medal ma średnicę 60 mm i jest wykonany ze srebrzonego i oksydowanego tombaku. Przedstawia popiersie Narutowicza, a w otoku napis INŻ. GABRIEL NARUTOWICZ PREZYDENT RP oraz daty: 1865–1922. Na odwrocie zaś widnieje logo i nazwa AKADEMIA INŻYNIERSKA W POLSCE. Wyemitowano 266 sztuk tego medalu.

## Późniejsze publikacje dotyczące zamachu na Prezydenta Gabriela Narutowicza
Pomimo faktu, iż zamachu na prezydenta Gabriela Narutowicza dokonał Eligiusz Niewiadomski, który kierował się pobudkami politycznymi, w publikacjach odnaleźć można rozmaite oceny tła zamachu, sprawstwa, jak i następstw z niego wynikających.
Niewiadomski jest przedstawiany jako człowiek niezrównoważony i sympatyk obozu narodowego, ale jako były urzędnik oddziału II Sztabu Generalnego mógł być podatny „na podszepty z tamtej strony”. Jędrzej Giertych pisze:

Jest także wiadome – dzięki licznym relacjom pamiętnikarskim i także dzięki opracowaniu historyka-piłsudczyka, Wł. Pobóg-Malinowskiego – że piłsudczycy i socjaliści szykowali na ten dzień zamach stanu, objęcie dyktatury przez Piłsudskiego i rzeź polityków narodowych. Zostało wreszcie ujawnione, że wybór Narutowicza był zdecydowanie niewygodny także i dla Piłsudskiego. Wniosek jaki się z tego wszystkiego nasuwa, brzmi, że nie kto inny, tylko Piłsudski, brutalny i pozbawiony skrupułów rewolucjonista i kandydat na dyktatora, chciał sprzątnąć Narutowicza, ale wolał dokonać tego przez spowodowanie podburzenia do tego czynu człowieka, którego wina obciąży obóz narodowy, co będzie zarazem dobrym pretekstem do zrobienia dyktowanego rzekomym oburzeniem zamachu stanu.

Dariusz Baliszewski pisząc (2009) o zabójcy prezydenta - przypomniał diagnozy dwu niezależnych ekspertów psychiatrii (Maria Kazubska, Andrzej Rogiewicz) wystawione w programie telewizyjnym "Rewizja nadzwyczajna" (2000) sprowadzające się do zbieżnego orzeczenia: "Mamy do czynienia z przypadkiem zachowania paranoidalnego i samej paranoi. Mówiąc konkretnie - z chorobą, którą określa się jako "obłęd posłannictwa"
Niewiadomski zeznał na procesie, że zamierzał zamordować Józefa Piłsudskiego, ale od zamiaru tego odstąpił, gdy Piłsudski oświadczył, że nie zamierza kandydować na urząd Prezydenta Rzeczypospolitej Polskiej.
Po śmierci Niewiadomskiego niektóre ośrodki prawicowe zainicjowały kult jego osoby. Na jego grobie znajdującym się na Cmentarzu Powązkowskim składano kwiaty, a za jego duszę odprawiono demonstracyjne nabożeństwa, które zazwyczaj przekształcały się w manifestacje poparcia dla obozu narodowego. Na bohatera kreowały go także niektóre artykuły prasowe. Episkopat Polski musiał zwrócić uwagę proboszczom, że takie manifestacje są niewłaściwe.
Zabójstwo prezydenta Gabriela Narutowicza bywa postrzegane jako okazja do działań ze strony ekstremistów pałających żądzą zemsty na polskiej prawicy. To samo źródło podaje w artykule zatytułowanym Rocznica zamordowania Eligiusza Niewiadomskiego, że wielu ludzi zabójstwo Narutowicza przyjęło z ulgą.
Fakt dokonania zamachu na życie pierwszego i dopiero co wybranego prezydenta ukazał słabość i kruchość polskiej demokracji.
Wydarzenie to było odzwierciedleniem partyjniackiego i agresywnego charakteru polskiej polityki. Prawica żywiła głęboką niechęć do wyboru Narutowicza. Narutowicz był uważany za marionetkę Piłsudskiego, i o ile jego wybór był możliwy do ewentualnego zaakceptowania, o tyle wybór Narutowicza – zwłaszcza że o wyborze tym zadecydowały głosy mniejszości narodowych – spowodował ostre reakcje ugrupowań prawicowych.